# Đế quốc Đông La Mã
Đế quốc Byzantine, còn được gọi là Đế quốc Đông La Mã, là sự tiếp nối của Đế quốc La Mã ở các tỉnh phía đông trong thời kỳ Hậu Cổ đại và Trung cổ với thủ đô là Constantinople. Nó tồn tại sau sự chia cắt và sụp đổ của Đế quốc Tây La Mã vào thế kỷ 5 và tiếp tục tồn tại thêm một nghìn năm nữa cho đến khi Constantinople sụp đổ trước Đế quốc Ottoman vào năm 1453. Trong phần lớn thời gian tồn tại, đế chế này vẫn là cường quốc kinh tế mạnh nhất, một thế lực văn hóa, quân sự ở châu Âu. Các thuật ngữ "Đế quốc Byzantine" và "Đế quốc Đông La Mã" được đặt ra sau khi vương quốc này kết thúc, còn bản thân các công dân của nó vẫn gọi đế chế của mình là Đế quốc La Mã.
Không thấy một tư liệu chính xác nào về sự khởi đầu của Đế quốc Đông La Mã. Một vài ý kiến cho rằng đế quốc này được thành lập dưới thời cai trị của Hoàng đế Diocletianus (284–305), người đã chia Đế quốc La Mã thành hai nửa đông và tây. Một vài người lại nói rằng đế quốc bắt đầu vào thời của Constantinus I, vị hoàng đế đầu tiên đóng đô tại Constantinopolis. Những ý kiến khẳng định vào thời trị vì của Hoàng đế Theodosius I (379–395) hoặc theo sau cái chết của ông vào năm 395. Một vài người cho vào thời điểm xa hơn vào năm 476 khi đế quốc phía tây sụp đổ. Nhưng hiện nay tư liệu khá chính xác là vào năm 330, khi Constantinus I thành lập tân đô Constantinopolis dưới sự phát triển vượt bậc của văn hóa Ki-tô giáo và thời kỳ văn hóa chịu ảnh hưởng Hy Lạp (quá trình Hy Lạp hóa văn hóa). Đế quốc Đông La Mã đã tồn tại hơn một ngàn năm, từ thế kỷ thứ IV cho đến năm 1453. Trong thời gian tồn tại của nó, từ năm 600,Đông La Mã vẫn là một trong những cường quốc kinh tế, văn hóa, và quân sự lớn mạnh nhất ở châu Âu, bất chấp những thất bại và mất mát lãnh thổ lớn ở Bắc Phi, đặc biệt là trong cuộc Chiến tranh La Mã-Ba Tư, Chiến tranh Ả Rập-Đông La Mã và Chiến tranh Đông La Mã-Bulgaria khiến cho Đế quốc bị suy kiệt về kinh tế lớn. Đế quốc sau đó đã phục hưng dưới triều đại Macedonia, một lần nữa Đông La Mã vươn lên thành liệt cường hàng đầu của vùng Đông Địa Trung Hải vào cuối thế kỷ thứ X, đối địch với Nhà Fatima của người Hồi giáo.
Tuy nhiên, sau năm 1071, nhiều lãnh đổ ở Tiểu Á - trung tâm của đế quốc, bị người Thổ Nhĩ Kỳ Seljuk chiếm đoạt. Mặc dù Vương triều nhà Komnenos đã giành lại một số đất đai và hưng thịnh lại Đế quốc trong một thời gian ngắn trong thế kỷ thứ XII, sau khi Hoàng đế Andronikos I Komnenos qua đời và Vương triều Komnennos cáo chung ở cuối thế kỷ thứ XII, một lần nữa Đế quốc lâm vào suy vong. Đế quốc Đông La Mã bị cuộc Thập tự chinh lần thứ tư giáng một đòn chí mạng vào năm 1204, khiến Đế quốc bị giải thể và các lãnh thổ La Tinh và Hy Lạp thuộc Đông La Mã bị chia cắt.
Vào năm 1261, kinh đô Constantinopolis được giải phóng và Đế quốc Đông La Mã trung hưng, thế nhưng dưới triều các hoàng đế nhà Palaiologos, Đông La Mã chỉ còn là một trong nhiều quốc gia nhỏ đối địch nhau ở khu vực, trong suốt 200 năm tồn tại cuối cùng của nó. Tuy nhiên, trong giai đoạn này, nền văn hóa của Đế quốc sinh sôi nảy nở. Các cuộc biến loạn cung đình xảy ra liên tiếp trong thế kỷ XIV tiếp tục hủy hoại sự thịnh vượng của Đế quốc Đông La Mã, trong khi các lãnh thổ còn lại của Đông La Mã lần lượt bị lấy mất trong cuộc Chiến tranh Đông La Mã-Ottoman, mà đỉnh điểm là sự thất thủ của Constantinopolis và các vùng lãnh thổ còn lại bị Đế quốc Ottoman chinh phục vào thế kỷ thứ XV, đã chấm dứt sự tồn tại của Đế quốc Đông La Mã trong 1000 lịch sử trên lãnh thổ Đông, Nam Âu và Trung Đông.
Sự kiện Constantinopolis thất thủ đã khiến Con đường tơ lụa hoàn toàn sụp đổ, ngăn cản người châu Âu sử dụng các tuyến đường bộ và trên biển vốn trước đây đi qua lãnh thổ Đông La Mã. Đây là một đòn giáng mạnh vào các Thiên chúa quốc và mối quan hệ kinh doanh được thiết lập liên kết với phương đông và một thời đại mới được mở ra cho nhân loại sau khi Đông La Mã sụp đổ đó chính là thời đại khám phá và châm ngòi cho thời kỳ phục hưng diễn ra mạnh mẽ ở toàn bộ châu âu

## Ngữ nguyên
Giới sử học hiện đại đồng thuận cho rằng danh xưng "Byzantine" mới được sử dụng từ năm 1557 trở đi để chỉ giai đoạn cuối cùng của Đế quốc La Mã (tức là tận 104 năm sau khi La Mã đã vong tàn). Sử gia người Đức Hieronymus Wolf từng sử dụng danh xưng đó trong bộ sử Corpus Historiæ Byzantinæ của mình. Theo nhà nghiên cứu Anthony Kaldellis, sử gia người Athens tên là Laonikos Chalkokondyles, sống vào giữa thế kỷ thứ 15, là người đầu tiên sử dụng danh xưng "Byzantine" theo nghĩa như hiện nay. Cái tên này bắt nguồn từ "Byzantium", tên thành phố mà Constantinus Đại đế chọn làm kinh đô thay thế Rome, sau được sửa sang lại và đổi tên thành Constantinopolis. Từ đó trở đi, cái tên xưa kia chỉ còn được lưu truyền trong các câu chuyện lịch sử hoặc các bài thi ca. Cuốn Byzantine du Louvre (Corpus Scriptorum Historiae Byzantinae, 1648) và cuốn Historia Byzantina (1680) của Du Cange lại càng lan rộng danh xưng "Byzantine" trong giới nhà văn Pháp, chẳng hạn như Montesquieu. Tuy nhiên phải đến giữa thế kỷ 19, nó mới thực sự được sử dụng thông thường bên phương Tây. Anthony Kaldellis cho rằng nguyên do của điều này là bởi giấc mộng về một quốc gia Đại Hy Lạp trong cuộc chiến Krym.
Cư dân của Đế quốc Byzantine gọi quốc gia của họ là "Đế quốc La Mã" hoặc "Đế quốc của người La Mã" (tiếng Latinh: Imperium Romanum, Imperium Romanorum; tiếng Hy Lạp: Βασιλεία τῶν Ῥωμαίων, Ἀρχὴ τῶν Ῥωμαίων, đã Latinh hoá: Basileia tōn Rhōmaiōn, Archē tōn Rhōmaiōn), Romania (tiếng Latinh: Romania; tiếng Hy Lạp: Ῥωμανία, đã Latinh hoá: Rhōmania), Cộng hòa La Mã (tiếng Latinh: Res Publica Romana; tiếng Hy Lạp: Πολιτεία τῶν Ῥωμαίων, đã Latinh hoá: Politeia tōn Rhōmaiōn), hoặc "Rhōmais" trong tiếng Hy Lạp (tiếng Hy Lạp: Ῥωμαΐς). Cư dân của Đế quốc tự xưng là Romaioi và tới tận thế kỷ thứ 19, người Hy Lạp hiện đại vẫn xưng là Romaiika "Romaic". Sau năm 1204 khi lãnh thổ của Đế quốc Byzantine dần co lại và tập trung quanh đất Hy Lạp, cái tên 'Hellenes' lại trở nên thịnh hành hơn bao giờ hết.
Trong suốt chiều dài lịch sử, Đế quốc Byzantine là một quốc gia đa sắc tộc và kế thừa các truyền thống Hy-La cổ xưa. Các nước phía tây và phía bắc nhận định đế quốc Byzantine là một quốc gia hoàn toàn bị tính Hy Lạp chi phối. Cuốn Libri Carolini xuất bản vào những năm 790 lần đầu tiên sử dụng danh ngữ "Đế chế của người Hy Lạp" (tiếng Latinh: Imperium Graecorum), và danh ngữ Imperator Graecorum (Hoàng đế của người Hy Lạp) được sử dụng bởi Giáo hoàng John XIII, nhằm đả kích những người Byzantine, sau này các sử liệu phương Tây cũng theo đó mà viết như vậy. Sở dĩ những danh xưng trên được tạo ra là bởi những người phương Tây muốn tỏ sự ngang hàng giữa Đế quốc Frank, tiếp nối bởi Đế chế La Mã Thần thánh, với Đế quốc phương Đông tức là Byzantine.
Sự phân biệt như vậy không tồn tại ở thế giới Hồi giáo và Slav, những nơi mà Byzantine được nhìn nhận đơn giản là sự tiếp nối của Đế chế La Mã. Ở những xứ Hồi giáo, Đế quốc La Mã được gọi là Rûm. Cái tên kê-i Rûm, nghĩa là "quốc gia La Mã", được người Ottoman sử dụng cho đến tận thế kỷ 20 để chỉ các thần dân của Đế quốc Byzantine, tức là cộng đồng Cơ đốc chính thống trong lãnh thổ Ottoman.

## Lịch sử

### Bối cảnh

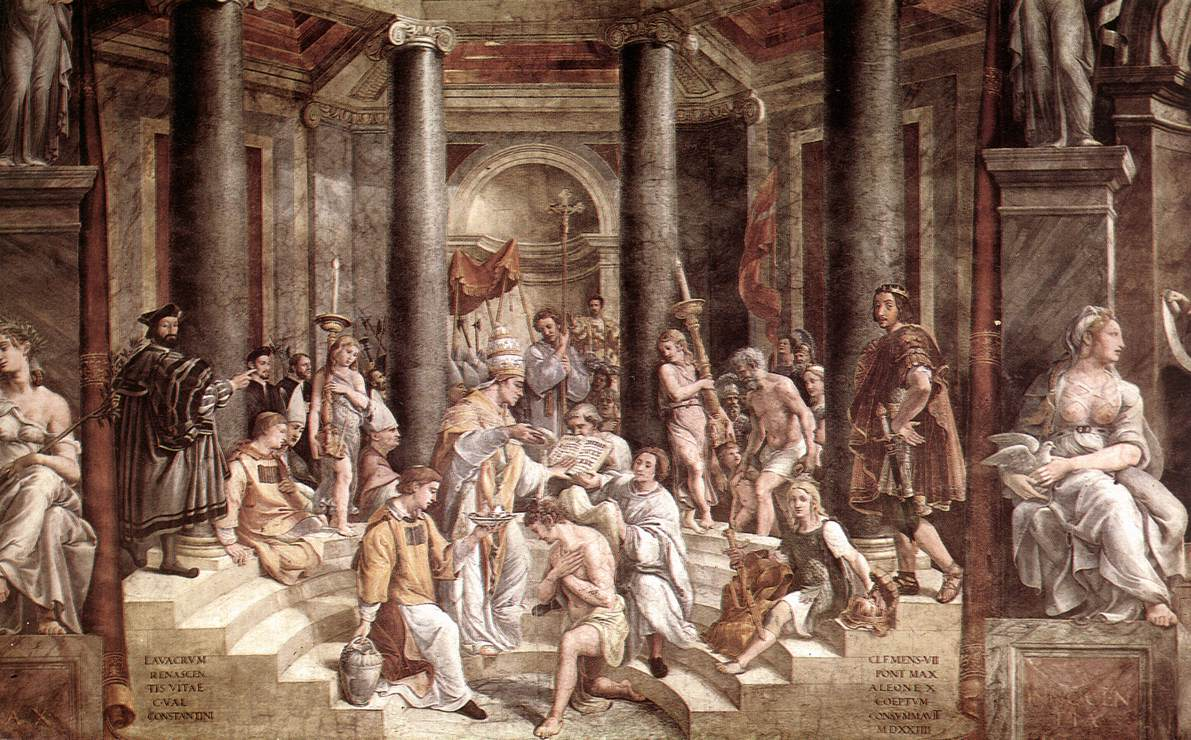
Lễ rửa tội Constantinus, bích họa do các học trò của Raffaello thực hiện (1520–1524, Điện Tông Tòa, thành phố Vatican). Eusebius của Caesarea ghi lại rằng (giống như chuyện thường xảy ra với người cải sang Kitô giáo thời sơ khai), Constantine chỉ nhận phép rửa tội lúc hấp hối.

Với quân đội thiện chiến, La Mã đã chinh phục thành công nhiều vùng lãnh thổ bao gồm toàn bộ khu vực Địa Trung Hải và các khu vực ven biển ở phía tây nam châu Âu và Bắc Phi. Những vùng lãnh thổ này là nơi có nhiều nhóm văn hóa khác nhau, từ nguyên thủy tới trình độ rất tinh vi. Nói chung, các tỉnh phía đông Địa Trung Hải có mức độ đô thị hoá và xã hội phát triển hơn so với phía tây, vì trước đây đã được thống nhất dưới thời đế chế Macedonia và đã được Hy Lạp hóa do ảnh hưởng của văn hóa Hy Lạp.

### Sự phân chia Đế chế La Mã
Năm 293, Diocletianus thiết lập một cơ cấu hành chính mới (gọi là Tứ đầu chế), để trấn an tình hình các miền đất đang lâm nguy của Đế chế. Ông liên kết với một đồng hoàng đế (Augustus) - người sẽ phải kiếm một đồng sự trẻ tuổi mà phong làm Caesar, để cùng nhau trị vì và sau này kế tục vị cộng sự cao cấp hơn (ở đây chỉ Diocletianus). Tuy nhiên, chính quyền Tứ đầu chế sụp đổ vào năm 313 và vài năm sau Constantinus I trở thành Augustus duy nhất, thống nhất hai nửa của Đế chế.
Năm 330, Constantinus I dời đô về thành Constantinopolis, tại đây ông đã xây nên một "Roma thứ hai" trên địa điểm của Byzantium, một thành phố nằm vắt ngang trên các tuyến đường thương mại giữa phương Đông và phương Tây. Constantinus I đã tiến hành những cải cách quan trọng về quân sự, tiền tệ, các tổ chức dân sự và tôn giáo của đế quốc.
Dưới thời Contantinus, Kitô giáo mặc dù không được công nhận là quốc giáo nhưng lại được hưởng nhiều ưu đãi, bởi vì hoàng đế đã ban cho tôn giáo này nhiều đặc quyền rộng rãi. Việc ông cho triệu tập Thượng Hội đồng Giám mục Arles và Hội đồng Nicaea đã cho thấy quyết tâm hợp nhất giáo hội của ông, đồng thời khẳng định sự lãnh đạo của ông với Giáo hội. Năm 395,Theodosius I lại chia đôi đế quốc ra cho hai con trai của mình: Arcadius ở phía đông và Honorius ở phía tây. Trong các thế kỷ thứ III và thứ IV, phần phía đông đế chế đã không phải đối mặt với phần lớn các bộc tộc đang tràn ngập khắp Châu Âu, một phần là nhờ một nền văn hóa thành thị được phát triển từ rất sớm và có các nguồn lực tài chính ổn định, cho phép đế quốc có tiền để trả cho các khoản cống phẩm để xoa dịu những kẻ xâm lược và kinh phí duy trì các đội lính đánh thuê. Nhờ đó, Theodosius II có thể tập trung vào hệ thống hóa pháp luật La Mã, củng cố các bức tường thành của Contantinopolis.Tuy nhiên, để đẩy lùi được người Hung,Theodosius đã phải trả các khoản cống phẩm lớn hàng năm cho thủ lĩnh Attila. Hoàng đế Marcianus sau đó đã từ chối các khoản tiền cống tốm kém nhưng lúc náy Attila đã chuyển hướng sự chú ý của mình sang nửa phía tây của đế quốc. Sau khi Attila qua đời, đế quốc Hung sụp đổ, và nhiều người Hung được thuê làm lính đánh thuê cho Constantinopolis.

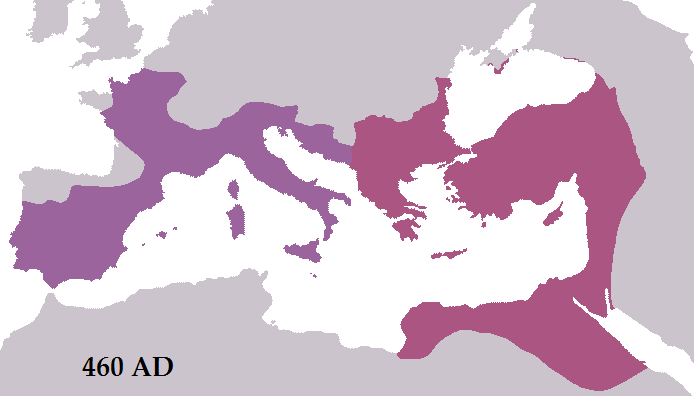
Đế quốc dưới thời trị vì của Leo I (phía đông) và Majorianus (phía tây) vào những năm 460. Chỉ chưa đầy hai thập kỷ sau, đế chế phía tây đã sụp đổ trong khi đế chế phía đông vẫn yên bình cho tới công cuộc giành lại các tỉnh miền tây của Justinian I

### Đế quốc phía Tây sụp đổ
Sau khi Attila qua đời, Đông La Mã được hưởng một thời gian hòa bình lâu dài trong khi Tây La Mã ngày càng suy kiệt trước quân man rợ di cư và cuối cùng sụp đổ vào năm 476, khi vị tướng đánh thuê người German Odoacer cướp bóc thành Roma và phế truất Romulus Augustus, vị hoàng đế Tây La Mã cuối cùng. Năm 480, hoàng đế Zeno tuyên bố mình là hoàng đế duy nhất của La Mã và Odoacer chỉ là người cai trị Ý, dưới quyền hoàng đế. Dẫu vậy, Odoacer sau đó lại ủng hộ cho một cuộc nổi loạn chống lại Hoàng đế. Zeno đáp trả bằng cách đàm phán với những kẻ xâm lược người Ostrogoth, lúc này đã định cư ở Moesia, và thuyết phục vị vua của người Goth là Theodoric khởi hành tới Ý với tư cách là magister militum per Italiam, nhằm mục đích lật đổ Odoacer. Sau khi đánh bại Odoacer trong năm 493, Theodoric đã cai trị đất Ý theo ý mình, mặc dù ông đã không bao giờ được các vị hoàng đế phía đông công nhận là một vị "vua" (rex).
Năm 491, Anastasius I, một quan chức chính quyền già cả có gốc gác La Mã, đã trở thành hoàng đế, nhưng ông chỉ hoàn toàn cai trị đế quốc vào năm 497, sau khi quân đội của ông dẹp tan các thế lực chống đối. Anastasius đã chứng tỏ mình là một nhà cải cách nhiệt huyết và có tài lãnh đạo. Ông hoàn thiện hệ thống pháp luật từ thời Constantinus, dứt khoát sử dụng đồng tiền follis vào các giao dịch hàng ngày. Khi Anastasius qua đời năm 518, ông để lại trong kho bạc đế chế một khoản tiền khổng lồ 320.000 lbs (145,150 kg) vàng.

### Cuộc tái chiếm các tỉnh miền Tây

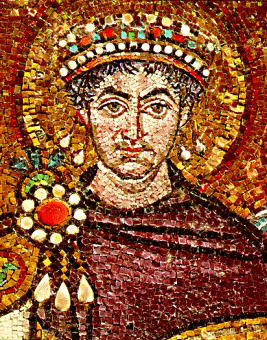
Hoàng đế Đông La Mã Justinianus I

Justinianus I, vốn là con trai của một nông dân Illyria, có lẽ đã tiếp nhận quyền lực thực tế ngay trong triều đại cai trị của người chú, Justinus I (518-527). Ông lên ngôi năm 527 và tiến hành các cố gắng giành lại các lãnh thổ đã mất. Năm 532, nhằm đảm bảo ổn định cho biên giới phía đông,ông đã ký một hiệp ước hòa bình với vua Khosrau I của Ba Tư, đồng ý trả một khoản cống phẩm hàng năm cho vương triều Sassanid. Trong cùng năm đó, ông trấn áp được cuộc khởi nghĩa Nika, củng cố được quyền lực của mình với cái giá của hơn 30.000 mạng người.
Năm 529, một ủy ban 10 người do Ioannes xứ Cappadocia đứng đầu đã sửa đổi luật pháp La Mã và hệ thống hóa lại các bộ luật. Năm 534, ban hành Pháp điển Dân sự hay còn gọi là Luật Justinianus I, hệ thống pháp luật cơ bản được sử dụng trong hầu hết các thời kỳ còn lại của đế chế Đông La Mã.
Cuộc tái chiếm miền tây đã bắt đầu từ năm 533, khi Justinianus I phái tướng quân Belisarius đem quân đi đòi lại các tỉnh cũ ở Bắc Phi đã bị người Vandal chiếm từ năm 429 và đặt kinh đô của họ ở thành Carthage. Thành công đến một cách dễ dàng tới ngạc nhiên, nhưng phải tới năm 548 thì các bộ lạc lớn ở địa phương mới chịu thần phục. Trong khi đó ở Ý, vương quốc Ostrogoth đang bị chia rẽ nội bộ, sau cái chết của Theodoric cùng với cháu trai và người kế vị của ông, Athalaric và con gái ông, Amalasuntha, khiến cho kẻ mưu sát Theodahad lên nắm quyền nhưng suy yếu. Năm 535, một đội quân nhỏ của Đông La Mã đã dễ dàng chiếm được Sicilia nhưng người Goth đã kháng cự mãnh liệt, và phải tới năm 540, chiến thắng mới đến với quân Đông La Mã, khi tướng Belisarius chiếm được Ravenna, sau khi thành công trong cuộc vây hãm thành Roma và Napolia. Trong năm 535-536, Theodahad đã phái Đức Giáo hoàng Agapetus I đến Constantinople nhằm thỉnh cầu quân Byzantine rút khỏi Sicilia, Dalmatia, và Ý. Mặc dù Agapetus thất bại trong nhiệm vụ của mình để có thể ký kết một hiệp ước hòa bình với Justinianus, ông ta đã thành công trong việc đả kích Thượng Phụ Anthimus I của Constantinople theo thuyết Đơn Thần, bất chấp sự ủng hộ và bảo vệ của hoàng hậu Theodora..
Người Ostrogoth đã nhanh chóng tập hợp dưới sự chỉ huy của vua Totila và giành lại Roma vào năm 546. Belisarius được cử tới Ý năm 544 nhưng ông lại bị triệu về Constantinopolis năm 549. Với sự xuất hiện của thái giám người Armenia Narses và 35.000 quân đã đánh dấu chấm hết cho vương quốc của người Ostrogoth. Vua Totila bị đánh cho đại bại trong chận trận Taginae và người kế vị của ông ta, Teia, cũng bị đánh bại trong trận Mons Lactarius (tháng 10 năm 552). Mặc dù một vài đơn vị đồn trú người Goth còn lại vẫn tiếp tục kháng cự và có thêm hai cuộc xâm lược từ người Frank và Alamanni, nhưng về cơ bản đế chế Đông La Mã đã hoàn thành công cuộc chiếm lại các tỉnh đã mất ở Ý. Năm 551, Athanagild, một quý tộc của vương triều Visigoth ở Hispania, đã cầu xin sự giúp đỡ của Justinianus trong một cuộc nổi loạn chống lại đức vua của ông ta, và vị hoàng đế phái một đạo quân dưới quyền Liberius, một vị tướng quân đội tài giỏi. Đế quốc đã chiếm được vào một dải nhỏ ven bờ biển của bán đảo Iberia cho đến tận triều đại của Heraclius.
Ở biên giới phía đông, các cuộc chiến La Mã - Ba Tư vẫn tiếp tục cho đến năm 561, khi các sứ giả của Justinianus và Khosrau đồng ý một hiệp ước hòa bình 50 năm. Cuối cùng Justinianus đã đẩy lùi hầu hết những cuộc tấn công xâm lấn của các bộ tộc di cư bằng hàng loạt các chiến thắng trong những năm 550, trừ các cuộc xâm nhập lặp đi lặp lại của người Slav và Gepid. Năm 559, đế quốc phải đối mặt với cuộc xâm nhập lớn của người Kutrigur và Sclaveni. Justinianus liền gọi tướng Belisarius đang nghỉ hưu quay lại quân đội và đánh bại mối đe dọa mới từ người Hung. Việc tăng cường củng cố các hạm đội dọc sông Donau khiến quân Kutrigur phải rút lui và chấp nhận một hiệp ước được đi lại an toàn trên sông Donau.

Đế quốc dưới thời Mauricius những năm 600 CN, trước khi ông và gia đình bị sát hại trong cuộc chính biến hai năm sau đó

Văn hóa truyền thống La Mã-Hi Lạp vẫn còn nhiều ảnh hưởng ở Đông La Mã trong thế kỷ thứ VI với nhiều nhà triết học nổi bật như Ioannes Philoponus. Nhưng triết học và văn hóa Kitô giáo dần chiếm ưu thế và thay thế các nền văn hóa cũ. Đại thánh đường Thánh Xôphia đã được xây dựng thay thế cho một nhà thờ cũ đã bị phá hủy trong cuộc bạo loạn Nika. Nhưng hàng loạt các dịch bệnh và đói kém đã tấn công đế quốc, giết hại nhiều sinh mạng dân chúng và góp phần làm suy sụp đế quốc.
Sau khi Justinianus qua đời năm 565, vị hoàng đế kế tục ông, Justinus II đã từ chối các khoản triều cống cho Ba Tư. Trong khi đó, người Lombard gốc Đức tràn vào Ý, tới cuối thế kỷ chỉ còn một phần ba đất Ý nằm dưới sự kiểm soát của đế quốc. Vị Hoàng đế kế tiếp, Tiberius II đã chọn cách ban tặng tiền bạc cho người Avar và tiếp tục cuộc chiến với người Ba Tư. Dẫu cho viên tướng của Tiberius, Mauricius đã tiến hành một chiến dịch hiệu quả ở phía đông, nhưng các khoản trợ cập lại không ngăn giữ được người Avar. Họ đã đánh chiếm được pháo đài Sirmium năm 582 trong khi người Slav bắt đầu xâm nhập bờ nam sông Donau. Cùng năm đó, Mauricius thành công trong việc giành ngôi hoàng đế với tư cách là con rể của Tiberius II và can thiệp vào cuộc nội chiến ngai vàng ở Ba Tư. Với sự trợ giúp của Mauricius, Khosrau II đã giành được ngai vàng và củng cố liên minh qua kết hôn với con gái của Mauricius. Đồng thời hiệp ước của Mauricius với người con rể mới của ông không những đã giúp mở rộng lãnh thổ phía đông của đế quốc mà còn giúp cho Mauricius có đủ sức mạnh để tập trung vào vấn đề Balkan. Tới năm 602, một loạt các chiến dịch thành công đả đẩy lùi người Avar và Slav về phía bên kia bờ sông Donau.

### Sự mất mát về lãnh thổ

#### Nhà Heraclius
Năm 602, một viên tướng của Mauricius là Phocas đã ám sát Mauricius và giành lấy ngai vàng Đông La Mã. Biết tin nhạc phụ bị sát hại, Khosrau II liền vin cớ dấy binh báo thù, đánh chiếm tỉnh Lưỡng Hà của La Mã. Ở Constantinopolis, Phocas, một hoàng đế vốn không được lòng dân dần trở thành cái gai trong mắt những người đứng đầu Nghị Viện. Năm 610, một viên tướng từ Carthage là Heraclius đã đem quân vượt biển tới kinh thành với một biểu tượng gắn ở mũi tàu, và phế truất Phocas. Sau cuộc chính biến của Heraclius, quân Sassanid đã tiến sâu vào bán đảo Tiểu Á, đồng thời chiếm cả Damas và Jerusalem rồi cướp đi cây thánh giá linh thiêng để đem về thành Ctesiphon. Hoàng đế Heraclius đã tiến hành phản kích lại đế chế Ba Tư trong một cuộc chiến mang màu sắc Thánh chiến và sử dụng các biểu ngữ Kitô giáo như một tiêu chuẩn trong quân đội. Với sự lãnh đạo xuất sắc của Heraclius, quân Đông La Mã đã giành lại các vùng đất đã mất trải dài từ Cilicia đến Armenia, và đang hướng tới đô thành Ba Tư.
Nhưng mối đe dọa từ nhà Sassanid vẫn còn đó. Nhân lúc Heraclius đang đem đại quân đi chinh chiến sa trường, Khosrau II đã cử tướng Sharbaraz đem 50.000 quân lính được động viên ở Lưỡng Hà vượt qua Anatolia đến đóng trại ở Chalcedon, gần sát Constantinopolis nhằm liên hợp với quân Avar và Slav chiếm thành. Ngày 26 tháng 6 năm 626, 80.000 quân Avar và Slav bủa vây mọi cửa thành của Constantinopolis còn ở bên kia Bosphorus, 50.000 quân Ba Tư đang gấp rút đóng tàu chiến nhằm tấn công đô thành từ phía biển. Trong thành Constantinopolis lúc này có 12.000 quân do anh trai của Heraclius chỉ huy cùng sự giúp đỡ về nhuệ khí từ Thượng phụ Sergius. Nhờ các bức tường thành chắc chắn, quân Đông La Mã đã đẩy lùi các đợt tiến công của liên quân Avar- Slav. Hạm đội của Ba Tư cũng bị hạm đội của Đông La Mã đập tan trên biển và tướng Sharbaraz cũng đã tử trận. Đô thành Constantinopolis được bảo toàn. Nhờ chiến thắng trong cuộc bao vây Constantinopolis năm 626, Heraclius đã đè bẹp quân Sassanid ở trận Nineveh một năm sau đó, rồi mang cây thánh giá thiêng trở lại Jerusalem năm 629. Qua đó đã giáng một đòn hủy diệt cho đế quốc từng đối địch với La Mã trong hàng thế kỷ qua. Tuy nhiên, cuộc chiến đã làm kiệt quệ cả đế quốc Đông La Mã và Sassanid, khiến cho cả hai dễ bị tổn thương trước sự trỗi dậy của người Hồi Giáo Ả Rập chỉ vài năm sau đó. Đế quốc đã phải hứng chịu một thất bại nặng nề ở trận Yarmouk năm 636, sau khi thành Ctesiphon thất thủ năm 634.

Đông La Mã vào năm 650 dưới thời Konstans II.

Người Ả Rập Hồi Giáo với chỗ đứng vững chắc ở Levant và Syria, đã thường xuyên gửi quân tấn công vào Tiểu Á và tiến hành cuộc vây hãm Constantinopolis năm 674-678. Các hạm đội Ả Rập sau đó đã bị đẩy lùi bởi vũ khí tối thượng nhất của quân Đông La Mã là hỏa khí Lửa Hy Lạp và một thỏa ước đình chiến 30 năm đã được thông qua giữa đế quốc và nhà Umayyad. Tuy nhiên các cuộc xung đột ở Anatolia vẫn liên tục xảy ra, gây ra sự suy tàn cho nền văn hóa đô thị cổ điển, buộc dân chúng phải di tản vào sống trong các thành phố có tường bao quanh hoặc các pháo đài gần đấy. Ngay cả kinh thành Constantinopolis cũng suy giảm dân số từ 500.000 xuống còn 70.000 người, và nhiều khu vực trong đô thành bị bỏ hoang hoặc mục nát. Thành phố còn mất cả các chuyến tàu chở lúa mì và ngũ cốc sau khi người Ả Rập đánh chiếm Ai Cập, khiến không còn lúa mì trợ cấp cho dân chúng nữa. Để đối phó, các tỉnh của đế quốc ở Anatolia được phân thành các khu vực tự trị bán quân sự, được quản lý trực tiếp từ triều đình. Đây là cơ sở cho hệ thống hành chính địa phương của Đông La Mã cho đến năm 1204. Việc rút phần lớn lực lượng ở Balkan để tham chiến với người Ba Tư và người Ả Rập sau đó, đã tạo điều kiện cho người Slav tràn vào bán đảo. Những năm 670, người Bulgar lui xuống phía nam bởi sự xuất hiện của người Khazar và năm 680, quân Đông La Mã được gửi tới để giải tán các khu định cư của người Bulgars bị đánh bại. Năm sau, Costantinos IV đã ký một hiệp ước với vị Khan Asparukh của người Bulgar, và một nhà nước Bulgaria được thành lập, dưới sự bảo hộ của triều đình Đông La Mã. Trong hai năm 687- 688, hoàng đế Ioustinianos II, đã dẫn đầu một cuộc viễn chinh chống lại người Bulgar và Slav với những thắng lợi đáng kể, mặc dù thực tế là ông giao chiến với quân địch ở Tharcia và Macedonia, đã cho thấy sức mạnh của Đông La Mã đã không còn ảnh hưởng ở các vùng phía bắc bán đảo Balkan.
Ioustinianos II cố gắng phá vỡ quyền lực của giới quý tộc thành thị bằng cách cho tăng thuế và bổ nhiệm người ngoài vào làm trong triều đình. Ông bị lật đổ năm 695, và phải bỏ chạy đến tị nạn ở chỗ Khan Tervel của Bulgaria. Năm 705, với sự hỗ trợ từ quân lính của Khan, Ioustinianos II đã giành lại ngai vàng và tiến hành trả thù những người từng lật đổ ông. Cuối cùng vào năm 711, các quý tộc thành thị một lần nữa tiến hành đảo chính, lật đổ ông và triều đại nhà Heraclius chính thức kết thúc.

#### Nhà Isauria
Hoàng đế Leon III xứ Isauria sau khi lên ngôi đã lãnh đạo quân dân Đông La Mã giành thắng lợi trong cuộc vây hãm Constantinopolis năm 717- 718 bởi người Arab. Người kế vị của ông, Kōnstantinos V đã giành được các chiến thắng đáng kể ở phía bắc xứ Syria, và làm suy yếu quyền lực của người Bulgar. Sau cuộc nổi dậy của Thomas người Slav, quân Ả Rập đã quay trở lại và đánh chiếm đảo Crete. Sicilia cũng sụp đổ trước người Ả Rập cho đến khi tướng quân Petronas đánh bại tiểu vương Umar al-Aqta trong trận Lalakaon. Các mối đe dọa từ người Bulgaria cũng đã xuất hiện dưới thời của Hãn Krum, nhưng sau đó một hiệp ước hòa bình đã được ký kết giưa Leōn V với con trai của Krum là Omurtag vào năm 815- 816.
Thế kỷ thứ VIII và IX cũng đã bị chi phối bởi các tranh cãi và chia rẽ tôn giáo xung quanh phong trào bài trừ ảnh tượng. Các biểu tượng đã bị cấm theo chiếu chỉ của hoàng đế Leo và Constantine, dẫn đến cuộc khởi nghĩa của những người thờ thánh tượng trên toàn đế quốc. Sau những nỗ lực của nữ hoàng Irene, hội đồng Nicaea lần thứ hai đã được tổ chức trong năm 787 và khẳng định rằng các biểu tượng có thể được tôn kính nhưng không được tôn thờ. Irene được cho là đã cố gắng thương lượng một cuộc hôn nhân giữa bà và Charlemagne, nhưng theo thánh Theophanes, mưu đồ này đã bị phá hoại bởi Aetios, một trong những sủng thần của bà. Trong giai đoạn đầu thế kỷ thứ IX, Leo V đã khơi dậy lại chính sách bài trừ ảnh tượng, nhưng năm 843, hoàng hậu Theodora đã khôi phục lại việc tôn kính các biểu tượng với sự giúp đỡ của Thượng Phụ Methodios .

### Sự hồi sinh dưới thời của nhà Makedonia (867-1025)

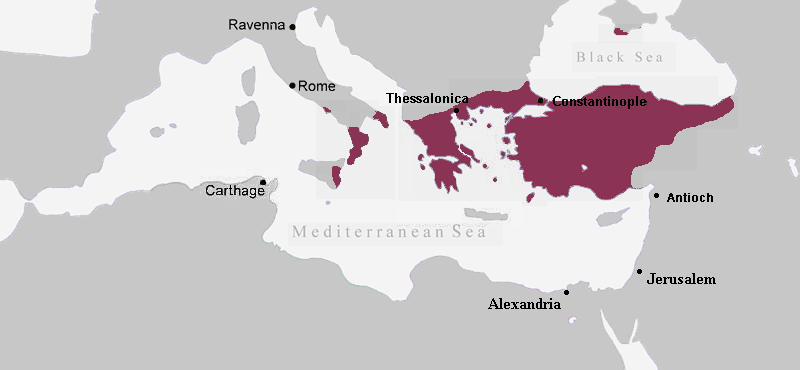
Đế quốc Đông La Mã năm 867

Việc Basíleios I lên ngôi hoàng đế vào năm 867 đã đánh dấu cho sự khởi đầu của nhà Makedonia, vương triều sẽ cai trị đế quốc trong hơn hai thế kỷ rưỡi tiếp theo. Vương triều này có nhiều hoàng đế tài giỏi nhất trong lịch sử của Đông La Mã và là giai đoạn phục hồi và phát triển đến cực thịnh. Đế quốc đã chuyển từ thế thủ sang thế công và tái chiếm lại các lãnh thổ đã bị mất. Ngoài việc tái khẳng định sức mạnh quân đội và quyền lực hoàng gia, đây còn là thời gian nền văn hóa Đông La Mã được hồi sinh trên mọi lĩnh vực. Một nỗ lực để khôi phục lại sức mạnh và vinh quang trước quân Ả Rập và Slav, và nhiều học giả đã gọi đây là "Thời đại hoàng kim" của đế chế Đông La Mã. Cho dù diện tích của đế chế có bị thu hẹp hơn nhiều so với thời của Justinianius I, nhưng đế chế đã phục hồi cả về quân sự lẫn văn hóa hay kinh tế, và các lãnh thổ đã không còn quá tách biệt như trước nữa.

#### Chiến tranh chống lại quân Ả Rập

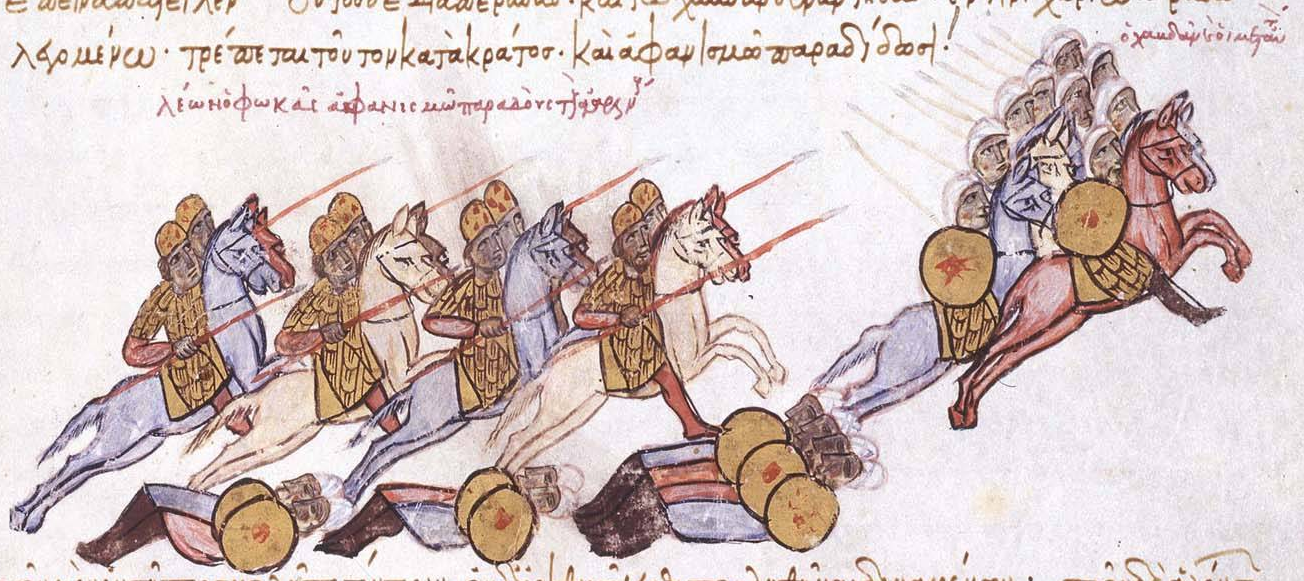
Tướng quân Leōn Phokas đánh bại quân Ả Rập trong trận chiến Andrassos năm 960

Các cuộc tấn công của quân Ả Rập vào bờ biển Dalmatia đã bị đẩy lùi trong những năm đầu dưới thời Basileos I và khu vực này lại yên bình trở lại, cho phép các nhà truyền giáo Đông La Mã cải đạo người Serbia sang Đạo Chính Thống. Tuy nhiên nỗ lực giành lại Đảo Malta cuối cùng đã kết thúc thảm khốc khi người Ả Rập với sự ủng hộ của dân địa phương, đã tàn sát đội quân đồn trú của Đông La Mã. Trái lại, địa vị của Đông La Mã ở miền nam nước Ý dần được củng cố khi quân Đông La Mã giành lại được Bari năm 873, giúp đế chế tiếp tục kiểm soát hầu hết miền nam Ý trong vòng 200 năm tiếp theo. Quan trọng hơn hết là ở mặt trận phía đông, tuyến phòng thủ của đế chế đã được củng cố vững chắc và quân Đông La Mã tiến hành các cuộc viễn chinh vào lãnh thổ của kẻ thù. Người Paulicia bị đánh bại và kinh đô Tephrike đã bị chiếm đóng, trong khi chiến dịch chống lại các khalip nhà Abbas đã bắt đầu với việc giành lại thành Samosata.
Dưới triều đại người con trai của Mikael và cũng là người kế vị ông, Leōn VI Khôn ngoan, các cuộc tấn công vào đế quốc Abbas vẫn được tiếp tục. Tuy nhiên, Sicilia lại rơi vào tay quân Ả Rập năm 902 và chỉ hai năm sau đó, Thessaloniki, thành phố quan trọng thứ hai của đế chế đã bị một hạm đội Arab cướp phá. Hải quân nhanh chóng được tăng cường lại. Đảo Síp, vốn bị người Ả Rập chiếm đóng từ thế kỷ thứ VII, đã được thu hồi và một hạm đội Đông La Mã đã tấn công vào cảng Laodicea ở Syria. Mặc dù vậy, quân Đông La Mã cũng bị tổn thất nặng nề khi họ cố gắng chiếm lại đảo Crete năm 911.
Nhân lúc Bulgaria đang bị suy yếu bởi cái chết của Sa hoàng Simeon I năm 927, quân Đông La Mã liền tập trung về mặt trận phía đông. Năm 934, Melitene vĩnh viễn được chiếm lại. Năm 943, danh tướng Ioánnis Kourkouas đã giành được một số thắng lợi quan trọng, mà đỉnh điểm là cuộc tái chiếm thành Edessa. Nó còn đặc biệt nổi tiếng với việc đem trở về thành Constantinopolis thánh vật Mandylion, mà có mang bức chân dung của Jesus trên nó.
Những vị Hoàng đế - chiến binh như Nikephoros II Phokas (cai trị từ năm 963–969) và Iōannēs I Tzimiskes (969–976) bành trướng lãnh thổ tới tận vùng Syria và đánh bại các tiểu vương Hồi Giáo ở vùng Tây Bắc Iraq. Thành phố Aleppo bị Nikephoros chinh phục năm 962 và sang năm sau người Ả Rập hoàn toàn bị tống khứ khỏi đảo Crete. Việc chinh phục đảo Crete đã thủ tiêu hoàn toàn nguy cơ vùng biển Aegea bị người Ả Rập cướp phá và giúp kinh tế ở lục địa Hy Lạp được hưng khởi trở lại. Đảo Síp được thu hồi vào năm 965 và sự nghiệp của Nikephoros đạt đến đỉnh cao vào năm 969 khi ông thu hồi Antioch và sáp nhập nó làm một tỉnh của đế quốc. Người kế vị của Nikephoros, Ioannes I tiếp tục đánh chiếm Damascus, Beirut, Acre, Sidon, Caesarea và Tiberias, mở rộng thế lực của đế quốc tới gần sát Jerusalem (dù thế lực của đế quốc Ả Rập Hồi giáo ở Iraq và Ai Cập vẫn còn nguyên vẹn). Sau khi đánh bại người Bulgaria, hoàng đế Basileios II tiếp tục dự tính tấn công đảo Sicillia, thành trì cuối cùng của người Ả Rập trên các lãnh địa cũ của đế quốc, tuy nhiên ông qua đời vào năm 1025 mà không kịp thực hiện dự định của mình. Các đợt tấn công sau đó cũng chỉ thu hồi lại vùng duyên hải phía đông của đảo. Tuy nhiên, đến thời điểm Basileios II qua đời, đế quốc Đông La Mã đã trải dài từ eo biển Messina ở phía tây tới dòng sông Euphrates ở phía đông, từ sông Donau ở phía bắc cho tới Syria ở phía nam.

#### Chiến tranh chống lại người Bulgaria

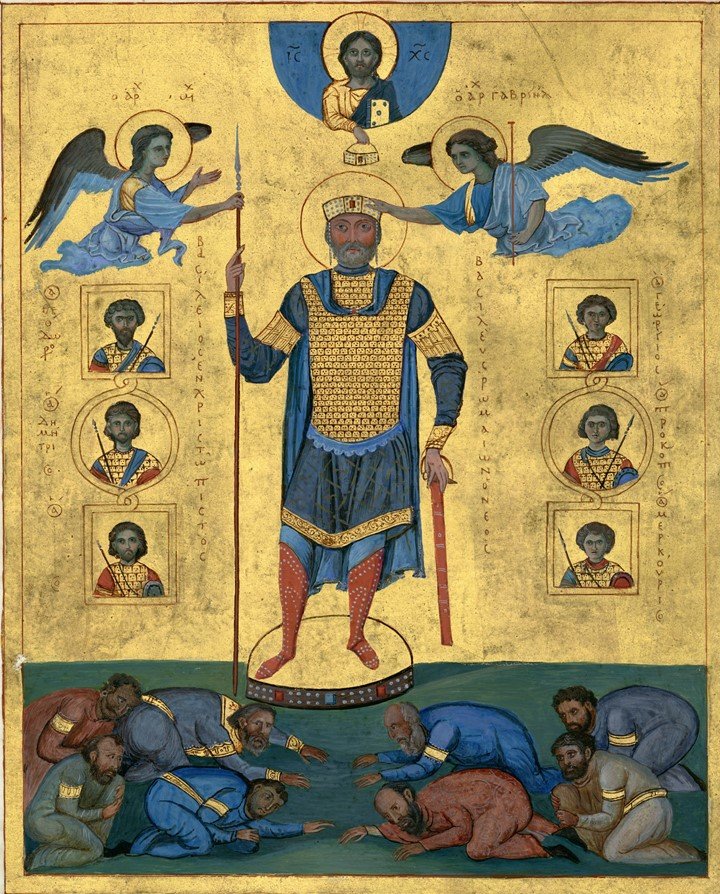
Hoàng Đế Basileos II (khoảng năm 976–1025).

Các cuộc tranh đấu ảnh hưởng giữa Constantinopolis và Vatican vẫn tiếp tục trong suốt triều đại Makedonia, làm thúc đẩy câu hỏi về việc ai sẽ kiểm soát những người Bulgaria vừa mới được cải đạo sang Kitô Giáo. Sau khi kết thúc hiệp ước hòa bình kéo dài 80 năm, Sa hoàng Simeon của Bulgaria đã đem quân tràn vào đế quốc năm 894, nhưng ông ta nhanh chóng bị đẩy lùi khi quân Đông La Mã dùng hạm đội vượt qua Biển Đen để tấn công vào hậu phương của quân Bulgaria và kêu gọi sự trợ giúp từ người Hunggari. Tuy nhiên, quân Đông La Mã đã thất trận ở trận Boulgarophygon vào năm 896 và phải chấp nhận nộp cống hàng năm cho Bulgaria. Khi Leōn VI qua đời năm 912, nhân lúc triều đình Constantinopolis đang hỗn loạn, Simeon nhanh chóng đem một đội quân lớn tiến về kinh thành của đế quốc. Mặc dù các bức tường thành Constantinopolis là bất khả xâm phạm, triều đình Đông La Mã đã mời Simeon vào trong thành phố, nơi ông được trao vương miện hoàng đế Bulgaria và hoàng đế Kōnstantinos VII đã kết hôn với một cô con gái của ông ta. Tuy nhiên sau đó một cuộc nổi loạn lớn ở Constantinopolis đã phá hỏng kế hoạch của Simeon, thế là ông ta lại xâm lược Đông La Mã và đánh chiếm Adrianople. Bây giờ thì Đông La Mã đứng trước nguy cơ diệt vong khi phải đối mặt với một thế lực Kitô giáo hùng mạnh đang cách Constantinopolis chỉ vài ngày đường cũng như đang phải đối phó với cả hai kẻ thù ở phía bắc lẫn phía nam.
Không lâu sau đó, một đội quân viễn chinh do Leōn Phokas và Romanos I Lekapenos chỉ huy khi tiến vào Bulgaria đã bị đánh tan tác trong Trận Achelous (917), thế là trong năm sau quân Bulgaria mặc sức tàn phá vùng Bắc Hy Lạp. Adrianople lại bị cướp phá vào năm 923 và năm 924, quân Bulgaria vây hãm Constantinopolis. Tuy nhiên Simeon qua đời một cách đột ngột vào năm 927 và kéo theo đó là sự suy sụp của Bulgaria. Nhờ đó, Bulgaria và Đông La Mã có một thời gian yên bình khá dài, đủ để cho Đông La Mã tập trung lực lượng đánh bại người Ả Rập. Năm 968, quân đội Nga Kiev do Sviatoslav I lãnh đạo đã tấn công và tàn phá Bulgaria, tuy nhiên 3 năm sau hoàng đế Iōannēs I Tzimiskēs đã đánh bại Sviatoslav và sáp nhập Đông Bulgaria.

Đông La Mã dưới thời Basileos II.

Người Bulgaria trong triều đại Cometopuli tiếp tục chống cự, nhưng hoàng đế Basileos II (976-1025) đã coi việc đánh bại Bulgaria là mục tiêu lớn nhất trong triều đại của mình. Cuộc tấn công đầu tiên của Basil II kết thúc trong thảm bại tại trận Cổng Trajan. Những năm tiếp theo, trong lúc Basileos II bận đương đầu với các cuộc nổi loạn ở Anatolia, quân Bulgaria tiếp túc mở rộng sự kiểm soát ở bán đảo Balkan. Chiến tranh đã kéo dài tới gần 20 năm. Quân Bulgaria đã bị tổn thất nặng nề ở Spercheios và Skopje, và các chiến dịch hàng năm của Basil II đã chinh phục dần dần các thành trì của Bulgaria. Cuối cùng, quân Bulgaria đã thảm bại ở trận Kleidion vào năm 1014. Đa phần quân Bulgaria bị bắt sống, để trừng phạt họ cũng như để làm suy yếu kẻ địch dám uy hiếp mình, Basil Đệ Nhị đã ra lệnh cứ 100 lính thì chọc mù mắt 99 người và để cho người thứ 100 một con mắt, để người lính chột đó có thể dẫn được 99 người lính mù về quê hương.. Nhìn thấy đội quân một thời hùng mạnh của mình như thế, Sa hoàng Samuil đã chết vì sốc nặng. Thành trì cuối cùng của Bulgaria sụp đổ vào năm 1018, và Bulgaria đã trở thành một phần của đế quốc Đông La Mã. Chiến thắng này đã khôi phục đường biên giới sông Donau, vốn bị mất từ thời nhà Heraclius còn cai trị.

#### Quan hệ với nhà nước Nga Kiev

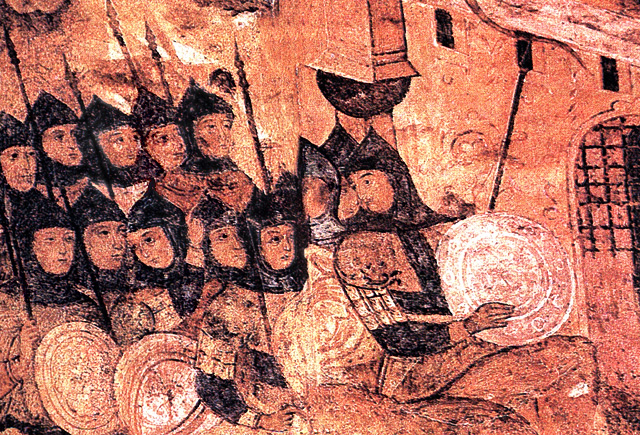
Rus' trên các bức tường của Constantinopolis (860).

Bắt đầu từ những năm 850, Đông La Mã đã phát triển một mối quan hệ phức tạp với một công quốc mới nổi là Rus Kiev, trỗi dậy ở phía bắc Biển Đen. Mối quan hệ này nhanh chóng có ảnh hưởng lâu dài trong lịch sử của những người Slav Đông Âu và đế quốc trở thành đối tác thương mại chính với Kiev. Người Rus' đã tấn công Constantniopolis năm 860, và cướp bóc các vùng ngoại ô của thành phố. Năm 941, họ đổ bộ lên bờ biển ở Tiểu Á nhưng nhanh chóng bị đánh tan, cho thấy các tiến bộ trong hàng phòng thủ xung quanh Constantinopolis sau năm 907, khi mà chỉ có ngoại giao mới có thể đẩy lùi quân xâm lược. Basileos II không thể bỏ qua cường quốc Rus' mới nổi kia, và như cha mình, ông sử dụng lá bài tôn giáo như là một cộng cụ trong chính trị. Mối quan hệ trở nên nồng ấm hơn khi mà Vladimir Vĩ đại của Kiev kết hôn cùng với công chúa Anna Porphyrogeneta của Đông La Mã năm 988, và sau đó người Rus Kiev đã cải sang Chính thống giáo. Nền văn hóa Đông La Mã đước mở mang xa về phía bắc khi nhiều nhà văn, kiến trúc sư Đông La Mã được mời đến xây dựng các công trình ở Kiev, trong khi nhiều người Rus' Kiev trở thành lính đánh thuê phục vụ trong quân đội Đông La Mã, mà tinh hoa nhất là đội Ngự Lâm quân Varangia nổi tiếng.
Tuy nhiên, ngay cả sau khi người Rus' cải sang đạo Ki-tô, quan hệ giữa hai bên cũng không diễn ra tốt đẹp cho lắm. Các cuộc xung đột nghiêm trọng nhất giữa hai cường quốc là cuộc chiến tranh 968-971 ở Bulgaria, một vài cuộc viễn chinh của người Rus' xuống miền nam nhằm cướp phá các thành phố Đông La Mã quanh vùng biển đen và Constantinopolis cũng được nhiều sử gia ghi nhận. Mặc dù hầu hết các cuộc tấn công bị đẩy lui, nhưng những điều ước song phương luôn có lợi cho người Rus', chẳng hạn như sau cuộc chiến tranh năm 1043, người Rus' đã cho thấy tham vọng cạnh tranh với Đế quốc Đông La Mã của mình.

#### Đỉnh cao

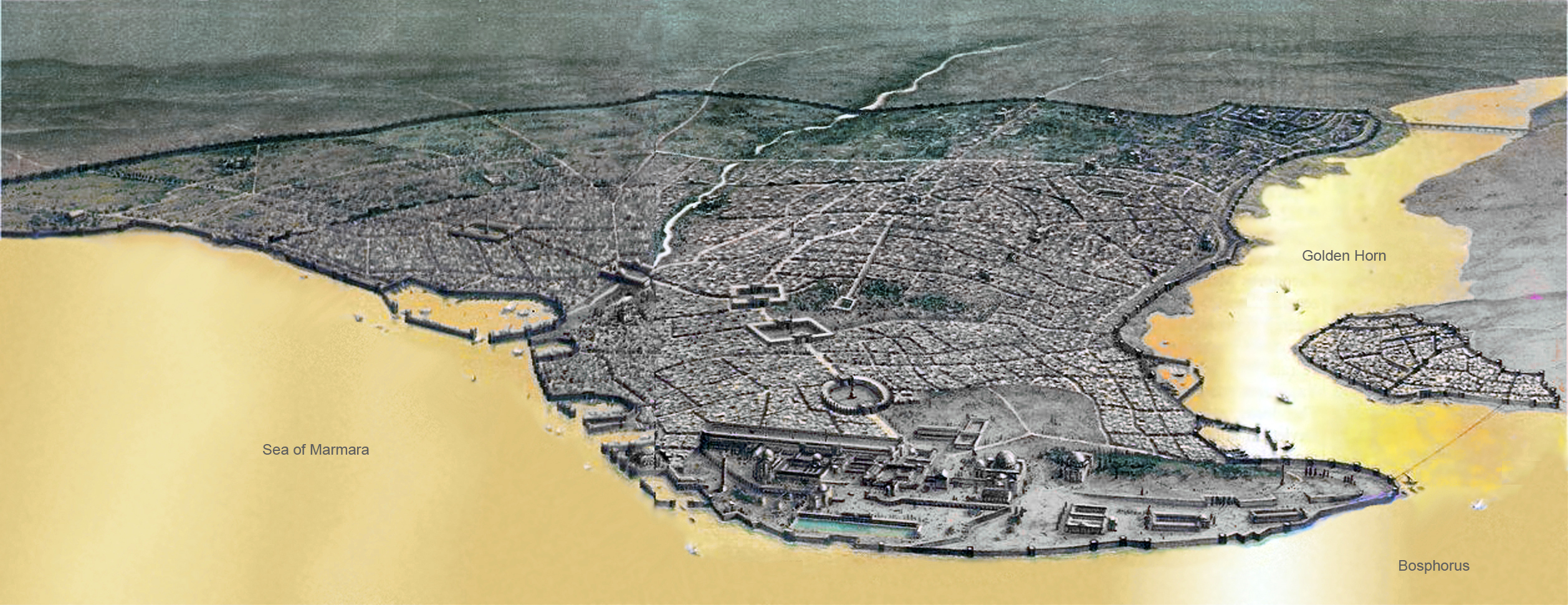
Constantinopolis, thành phố lớn và giàu có nhất châu Âu trong suốt từ thế kỷ thứ VI đến thế kỷ XII.

Khi Basileos II băng hà năm 1025, biên cương đế quốc Đông La Mã đã trải dài từ Armenia ở phía đông cho tới tận Calabria ở miền nam Ý là biên giới phía tây.. Các thành công liên tục được gặt hái, từ cuộc chinh phục Bulgaria, đến việc sáp nhập Georgia và Armenia vào đế quốc, và cả việc tái chiếm Crete, Síp và thành phố Antioch linh thiêng. Đây không phải là các thành công nhanh chóng, mà là cả một công cuộc tái chiếm lâu dài.
Hệ thống pháp luật bằng tiếng Hy Lạp - bộ Pháp điển Dân sự - cuối cùng đã được hoàn thiện dưới thời Leon VI. Công trình đồ sộ gồm 60 bộ này đã trở thành nền tảng pháp luật của Đông La Mã và vẫn còn được nghiên cứu đến tận ngày nay. Hệ thống hành chính của Đế quốc đã được điều chỉnh lại, phân giới kĩ hơn các khu bán quân sự thema, loại bỏ các bất cập trong quản lý các địa phương và đặc quyền của những quan lại cai trị các tỉnh xa, cũng như điều chỉnh những đặc quyền của các thương đoàn ở Constantinopolis. Sự tách biệt giữa các tỉnh của Đông La Mã không còn nữa, và Constantinopolis trở thành trung tâm quyền lực duy nhất của Đế quốc. Tuy nhiên, các chiến thắng vang dội đã làm gia tăng đáng kể quyền lực của giới qúy tộc quân sự các tỉnh với nông dân, những người đã cơ bản trở thành nông nô cho các quý tộc.

Tranh tường vẽ hai thánh Kyrillos và Methodios, thế kỷ XIX, Tu viện Troyan, Bulgaria.

Dưới thời các hoàng đế Makedonia, Constantinopolis trở thành thành phố lớn nhất và giàu có nhất ở châu Âu, với 400.000 dân vào thế kỷ IX và X. Các hoàng đế đã bổ nhiệm nhiều quý tộc tài năng vào làm quan trong triều đình, chủ yếu trong việc giám sát thu thuế, quản lý thành phố và trở thành các đại sứ ngoại giao. Thương mại với Tây Âu cũng được thúc đẩy mạnh mẽ, đặc biệt là lụa và kim loại đã góp phần làm cho sự giàu có của Đế quốc.
Triều đại Makedonia là thời gian có những chuyển biến tôn giáo quan trọng. Người Bulgaria, Serbia và Rus đã cải sang Chính thống giáo, làm thay đổi vĩnh viến bản đồ tôn giáo ở châu Âu tạo nhiều ảnh hưởng cho đến ngày nay. Các thánh Kyrillos và Methodios, hai người anh em ở Thessaloniki, đã đóng góp đáng kể trong việc người Xlavơ cải đạo sang Chính thống giáo và phát minh ra bảng chữ cái Glagolit, tiền thân của bảng chữ cái Kyrill. Năm 1054, mâu thuẫn giữa thành Roma và thành Constantinopolis lên đến đỉnh điểm, mà lịch sử gọi đây là Đại Ly giáo Đông-Tây. Mặc dù trước đó cả hai đã tuyên bố rút phép thông công lẫn nhau nhưng phải tới ngày 16 tháng 7, khi ba hồng y của Giáo hoàng bước vào trong Đại thánh đường Thánh Sophia, và đặt bức thư tuyệt thông lên bàn thờ Đức Chúa, cuộc ly giáo Đông-Tây mới chính thức bắt đầu.

### Triều đại Makedonia suy yếu
Đông La Mã suy sụp nhanh chóng sau khi hoàng đế Basileos II qua đời mà không có những người đủ năng lực lên kế vị. Nikephoros II (trị vì 963-969), Ioannes Tzimiskes và Basileos II thay đổi cơ cấu quân sự từ các đội quân phòng thủ, dân quân thành một đội quân chuyên nghiệp (τάγματα, tagmata), được hỗ trợ bằng lính đánh thuê. Trong thế kỷ thứ X, các cuộc tấn công liên tiếp của ngoại bang đã buộc đế quốc phải duy trì các khu đồn trú lớn và công sự tốn kém. Hoàng đế Basileos II để lại một kho bạc đầy ắp khi ông qua đời, nhưng lại không để lại bất kì lời khuyên nào cho người kế vị. Không còn bất cứ vị vua nào kế tục ông mà có đủ tài năng quân sự cũng như tài cai trị, điều này khiến cho quyền lực dần dần rơi vào tay các quan lại trong triều. Những nỗ lực cứu vãn nền kinh tế cuối cùng chỉ dẫn đến lạm phát và tiền vàng mất giá. Lúc này, quân đội bị xem như là một khoản chi phí không cần thiết và còn là một mối đe dọa chính trị. Vì vậy, triều đình đã giải tán quân đội và thay thế bằng các đội lính đánh thuê với những hợp đồng cụ thể.
Nhưng lúc này, kẻ thù mới đã xuất hiện. Các tỉnh ở Ý đã phải đối mặt với người Norman. Bước tiến của người Norman chậm nhưng chắc chắn. Reggio, thủ phủ của tỉnh Calabria, bị Robert Guiscard chiếm năm 1060, tiếp theo đó là Otranto năm 1068. Bari, thành trì quan trọng ở tỉnh Apulia, bị bao vây từ tháng 8 năm 1068 và thất thủ vào tháng 4 năm 1071. Đồng thời Đông La Mã cũng mất quyền kiểm soát bờ biển Damaltia vào tay vua Peter Krešimir IV (1058–1074/1075) của người Croatia trong năm 1069.
Nhưng thảm họa lớn nhất lại xảy ra ở Tiểu Á. Các cuộc tấn công đầu tiên của người Thổ Seljuk vào biên giới của Đông La Mã thông qua Armenia xảy ra trong những năm 1065 và 1067. Nhân lúc tình hình rối loạn, các quý tộc quân sự ở Anatolia đã đưa Romanos Diogenes, một người trong số họ lên ngôi hoàng đế. Mùa hè năm 1071, Romanos ra lệnh khẩn cấp điều động các quý tộc Anatolia và lực lượng của họ, rồi thân chinh chỉ huy chiến dịch phản công quân Seljuk. Trong trận Manzikert, quân Đông La Mã không chỉ đại bại trước Sultan Alp Arslan mà tổng chỉ huy của họ, hoàng đế Romanos cũng bị bắt sống. Arslan đối xử với Romanos rất đúng mực và không áp đặt các điều kiện nặng nề lên Đế Chế. Tại Constantinopolis, một cuộc đảo chính ủng hộ Michael Doukas đã diễn ra. Tới năm 1081, người Seljuk đánh chiếm hầu hết cao nguyên Anatolia, từ Armenia ở phía đông cho tới Bithynia ở phía tây và thiết lập kinh đô ở Nicaea, chỉ cách Constantinopolis 90 km.

### Nhà Komnenos và Thập Tự Quân

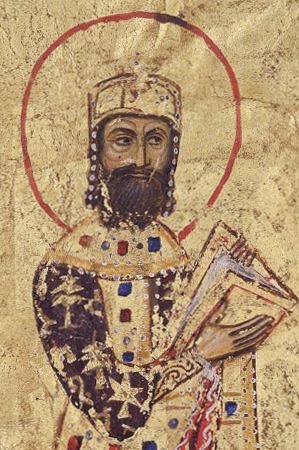
Alexios I, người sáng lập Nhà Komnenos.

Nhà Komnenos cai trị Đế quốc Đông La Mã trong những năm 1081 tới năm 1185. 104 năm tồn tại, với năm hoàng đế (Alexios I, Ioannes II, Manouēl I, Alexios II và Andronikos I), Đông La Mã đã được phục hồi lại phần nào sức mạnh, lãnh thổ, kinh tế dù không được hoàn toàn. Mặc dù người Seljuk chiếm đóng cao nguyên Anatolia nhưng họ sớm bị đẩy lùi khi Đông La Mã nhận được sự hỗ trợ từ các quốc gia Tây Âu, đặc biệt từ người Norman. Nhà Komnenos góp một phần không nhỏ cho công cuộc Thập Tự Chinh ở Đất Thánh. Quan hệ giữa nhà Komnenos với các quốc gia phương Tây cải thiện rõ rệt, bao gồm cả quan hệ với các quốc gia thập tự quân ở Levant. Ảnh hưởng của Đế quốc đã tăng mạnh ở châu Âu, Tiểu Á và các vùng đất xung quanh Địa Trung Hải. Có tới hơn 60.000 người Venezia và Ý đã chuyển tới sống ở Constantinopolis, và nhiều người trong số họ trở thành lính đánh thuê La Tinh cho Đế quốc. Nhờ có nhiều người nước ngoài tới sống trong đế quốc, mà văn hóa và nghệ thuật của Đông La Mã đã được truyền bá rộng rãi, và cũng thúc đẩy luồng văn hóa và tư tưởng của phương tây du nhập vào đế chế. Thời kỳ Komnenos đã trở thành một trong những giai đoạn đỉnh cao của Đông La Mã, và Constantinopolis vẫn giữ vị trí hàng đầu về sự giàu có, hoa lệ, đông đúc và văn hóa nhất thế giới Kitô Giáo. Các quan tâm lớn tới triết học cổ điển của Đông La Mã, và các tác phẩm Hi Lạp được truyền bá rộng rãi sang phía tây đã biến Đông La Mã trở thành một trong những nơi văn hiến nhất châu Âu và có ảnh hưởng lâu dài tới các vùng đất phía tây.

#### Alexios I và cuộc Thập tự chinh lần thứ nhất
Sau thất bại ở Manzikert, đế quốc đã phần nào khôi phục lại vinh quang nhờ những nỗ lực của các hoàng đế nhà Komnenos. Ngay khi vừa lên ngôi, Alexios I đã phải đối phó với một cuộc xâm lược như vũ bão của người Norman được lãnh đạo bởi Robert Guiscard và con trai ông ta, Bohemund xứ Taranto, người đã chiếm Dyrrhachium và Corfu, và bao vây thành Larissa ở Thessaly. Cái chết của Robert Guiscard vào năm 1085 đã tạm thời đẩy lùi cuộc xâm lăng của người Norman. Năm sau, Sultan Seljuk qua đời, Vương quốc Hồi Giáo Rum lâm vào nội chiến tranh giành quyền lực giữa các phe phái. Bằng sự nhạy bén và tài cầm quân, Alexios đã tiến hành chiến dịch tấn công bất ngờ vào quân Pecheneg; bị bất ngờ, quân Pecheneg thảm bại tại trận Levounion vào ngày 28 Tháng Tư 1091.

Đế Chế Đông La Mã và Vương Quốc Hồi Giáo Rum trước cuộc Thập tự chinh đầu tiên.

Chiến thắng trong trận Levounion, cho phép Alexios có thể củng cố được sự ổn định ở châu Âu và hướng sự quan tâm chú ý tới vấn đề khó khăn kinh tế và sự yếu kém của các hàng phòng thủ quanh Constantinopolis. Nhưng ông không có đủ nhân lực để tái chiếm lại các vùng bị mất ở Tiểu Á và đẩy lùi quân Seljuk, ngoại trừ khu vực màu mỡ dọc bờ biển phía tây Tiểu Á. Tại Hội đồng Piacenza năm 1095, phái viên của Alexios đã trình bày với Giáo hoàng Urban II về sự áp bức mà người Kito Giáo ở phía đông phải chịu đựng, và nhấn mạnh rằng nếu phương tây không can thiệp, có thể họ sẽ phải chịu như vậy mãi mãi. Urban II thấy lời đề nghị của Alexios là cơ hội tốt để nối lại sự gắn kết giữa hai giáo hội dưới sự lãnh đạo của mình. Ngày 27 tháng 11 năm 1095, Giáo hoàng Urban II cùng với Hội đồng Clermont đã kêu gọi mọi người hãy cầm vũ khí đi dưới lá cờ chữ thập và tiến hành một cuộc viễn chinh giành lại Jerusalem và Levant từ tay người Hồi Giáo. Lời kêu gọi đó được cả Tây Âu hưởng ứng ngay tức khắc.
Alexios đã cho rằng Tây Âu sẽ hỗ trợ cho ông những đội lính đánh thuê, vì thế ông không hoàn toàn không ngờ rằng phải chuẩn bị cho một đội quân đông đảo vô tổ chức đang nhanh chóng tiến vào lãnh thổ Đông La Mã. Đồng thời, ông hoàn toàn không hài lòng khi biết tin một nửa các tướng lĩnh quân Thập Tự là người Norman, trong đó có cả Bohemund. Mặc dù vậy, Alexios vẫn kiểm soát được phần nào đội quân thập tự đó khi họ hành quân qua Constantinopolis để tới Tiểu Á và buộc các chỉ huy quân thập tự phải thề ràng buộc với đế chế, mọi lãnh thổ trước đây của Đông La Mã bị người Seljuk chiếm phải được trao trả lại cho đế quốc, đổi lại ông sẽ cử các hướng dẫn viên đi cùng họ và hộ tống họ qua eo biển Bosphorus an toàn. Nhờ bước tiến của quân Thập Tự, Alexios đã đánh chiếm lại nhiều thành phố quan trọng ở Anatolia. Nhưng mối ràng buộc đó đã kết thúc khi các chỉ huy cho rằng ông không giúp đỡ họ trong cuộc bao vây Antioch (thực ra Alexios đã dẫn quân đến Antioch nhưng khi có tin báo về việc quân Seljuk chắn đường, ông nhanh chóng rút lui để tránh mạo hiểm không cần thiết). Bohemund, người đã tự coi mình như Hoàng thân xứ Antioch, một thời gian ngắn đã đi đến chiến tranh với Đông La Mã, nhưng đã đồng ý trở thành chư hầu của Alexios bằng Hiệp ước Devol 1108, đánh dấu sự kết thúc của mối đe dọa Norman trong suốt triều đại của Alexios.

#### Ioannes II, Manouel I và Cuộc thập tự chinh lần thứ hai

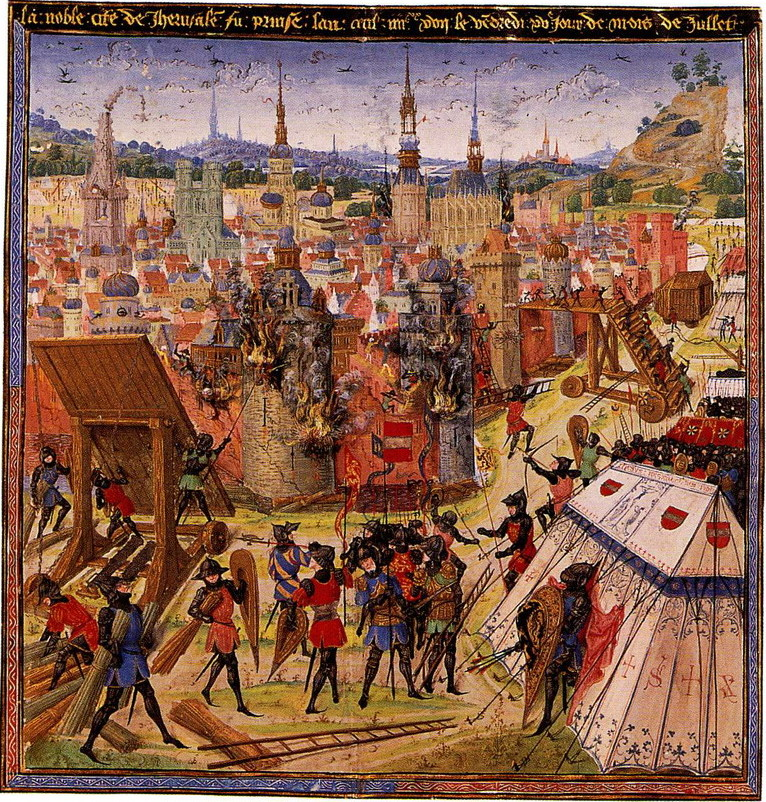
Bức tranh thời Trung Cổ vẽ cảnh quân Thập tự chiếm thành Jerusalem trong cuộc thập tự chinh lần thứ nhất.

Alexios I qua đời năm 1118, con trai ông, Ioannes II Komnenos lên kế vị và cai trị đế quốc cho tới năm 1143. Ông vốn là một vị hoàng đế nhân từ và luôn nhận thức rõ hiểm họa của đế quốc sau trận Manzikert nửa thế kỷ trước. Được lòng dân bởi chính sách khoan dung và các hình phạt được giảm nhẹ, ông được coi là một trong những nhà cai trị nhân từ hiếm hoi trong một thời kì mà sự tàn ác là tiêu chuẩn chính. Nhờ đó mà ông được coi là Marcus Aurelius của Đông La Mã.
Trong 25 năm của triều đại mình, Ioannes đã củng cố mối liên minh với Đế chế La Mã thần thánh ở Tây Âu, đánh bại hoàn toàn người Pechenegs ở trận Beroia, và nhiều lần thân chinh đem quân đi chinh phạt người Thổ ở Tiểu Á. Các chiến dịch mà ông phát động đã làm thay đổi cán cân quyền lực ở phương đông, buộc người Thổ phải lui về phòng thủ và khôi phục lại nhiều thành trì, thành phố và thị trấn ở Anatolia. Ông cũng đẩy lùi người Hunggary và Serbia vào những năm 1120, cùng với hoàng đế Đức Lothair III liên minh chống lại vua Norman, Roger II của Sicilia. Ổn định được phía tây, Ioannes hướng sự chú ý của ông về phía đông. Các tiểu vương quốc của người Thổ Danishmend ở Melitene nhanh chóng bị đánh bại, và quân Đông La Mã tái chiếm lại Cilicia. Ioannes cũng tranh thủ dùng ảnh hưởng của mình ép buộc Raymond xứ Poitiers, Hoàng thân xứ Antioch thừa nhận sự bảo hộ của Đông La Mã. Nhằm thể hiện vai trò và sức mạnh của mình trong thế giới Ki-tô giáo, Ioannes dẫn quân vào Đất Thánh với tư cách là người lãnh đạo của liên quân của Đế chế với các quốc gia Thập Tự; tuy nhiên hy vọng của ông đã tan thành mây khói bởi sự phản bội của các đồng minh Thập Tự. Năm 1142, Ioannes lại đặt vấn đề về chủ quyền của ông ở Antioch, nhưng cái chết đột ngột của ông trong một tai nạn lúc đi săn vào năm 1143 đã làm gián đoạn kế hoạch của Ioannes. Chụp lấy cơ hội này, Raymond xua quân xâm lược Cilicia nhưng bị đánh tan tác và buộc phải thân hành đến kinh đô Constantinopolis để cầu xin sự tha thứ.

Đế quốc Đông La Mã vào năm 1180, cuối thời kỳ Phục Hưng Komnenos.

Người kế vị Ioannes là Manouel I Komnenos, con trai thứ tư của ông. Manouel đã thi thành một chính sách bành trướng mạnh mẽ đối với các thế lực lân bang, kể cả phía đông lẫn phía tây. Tại Palestine, ông liên minh với Vương quốc Jerusalem và gửi một hạm đội lớn gia nhập liên quân Thập Tự trong cuộc chiến tranh chống lại Nhà Fatimid của Ai Cập. Manouel đã củng cố địa vị thống trị của mình đối với khối các quốc gia Thập Tự, và ảnh hưởng của Đông La Mã đối với Antioch và Jerusalem được củng cố bằng hiệp ước với Raynald, Hoàng thân Antioch, và Amalric, vua Jerusalem. Manouel cũng thực hiện một cuộc viễn chinh nhằm thu hồi lại lãnh thổ của đế quốc tại miền Nam Ý nhưng thất bại do các bất đồng giữa Đông La Mã với các đồng minh của mình. Năm 1167, Manouel xua quân xâm lược Vương quốc Hungary và đánh tan tác quân Hung trong trận Sirmium, buộc người Hung phải cắt đất cầu hòa và trở thành chư hầu của Đông La Mã. Đến năm 1168, gần như toàn bộ vùng duyên hải biển Adriatic đã nằm dưới quyền kiểm soát của Đông La Mã. Manouel cũng thiết lập liên minh với Giáo hoàng La Mã và các quốc gia Công giáo Tây Âu, và thành công trong việc điều tiết các hoạt động của đoàn quân Thập Tự lần thứ hai khi họ hành quân qua lãnh thổ Đông La Mã.
Tuy nhiên, ở mặt trận phía đông, Manouel đã nhận phải một thất bại nặng trong trận Myriokephalon trước quân Thổ vào năm 1176. Thất bại này đã làm ông đau buồn và sức khỏe suy sụp vào những năm cuối đời, nhưng thực tế không ảnh hưởng nhiều đến sức mạnh quân sự của Đông La Mã. Trong những năm sau đó người Đông La Mã đã rửa được thù và đánh bại người Thổ. Tướng quân Ioannes Vatatzes, người đánh tan tác quân Thổ trong Trận Hyelion và Leimocheir, không chỉ trưng tập được binh lực từ kinh đô mà còn tìm được cách thu thập thêm binh lính trên đường hành quân, một dấu hiệu cho thấy Đông La Mã vẫn còn là một thế lực quân sự mạnh mẽ và chương trình phòng thủ tại Tiểu Á vẫn còn hiệu quả.

#### Thời kì Phục Hưng thế kỷ XII
Ioannes và Manuel đã theo đuổi những chính sách quân sự thiết thực, và cả hai đều đã triển khai được những nguồn lực đáng kể trong việc bao vây và phòng thủ các thành phố. Bất chấp việc bại trận tại Myriokephalon, các chính sách của Alexios, Ioannes và Manuel đã đem lại kết quả đó là những vùng lãnh thổ rộng lớn, tăng sự ổn định cho khu vực biên giới ở Tiểu Á, và bảo đảm sự ổn định cho khu vực biên giới châu Âu của đế quốc. Từ khoảng năm 1081 đến khoảng năm 1180, quân đội nhà Komnenos đã giữ vững được sự ổn định của đế quốc, cho phép nền văn minh Đông La Mã phát triển rực rỡ.
Điều này đã cho phép các tỉnh phía tây đạt được sự phục hồi kinh tế và vẫn tiếp tục cho đến khi cuối thế kỷ. Có lập luận cho rằng Byzantium dưới sự cai trị của nhà Komnenos đã thịnh vượng hơn so với chính nó ở bất kỳ thời điểm nào kể từ lúc người Ba Tư tiến hành các cuộc xâm lược vào thế kỷ thứ VII. Trong thế kỷ XII, mật độ dân cư gia đã tăng lên và có thêm nhiều vùng đất rộng lớn được dành cho sản xuất nông nghiệp. Bằng chứng khảo cổ từ cả châu Âu và Tiểu Á cho thấy một sự gia tăng đáng kể về kích thước của các khu định cư đô thị, cùng với một sự bùng nổ đáng chú ý ở các thành thị mới. Thương mại cũng phát triển rực rỡ, người Venezia, Genova và các sắc dân khác đã đổ xô đến các hải cảng của biển Aegea để giao thương, vận chuyển hàng hóa từ các vương quốc Thập Tự Chinh ở hải ngoại và từ nhà Fatima ở Ai Cập tới phía tây và buôn bán với đế quốc thông qua Constantinopolis

### Suy sụp và tan rã

#### Nhà Angelos
Manuel mất vào ngày 24 tháng 9 năm 1180 để lại cậu con trai 11 tuổi của mình, Alexios II Komnenos trên ngai vàng. Vị hoàng đế nhỏ tuổi chưa thể tự mình cai trị, chính vì vậy mà nữ hoàng Maria thành Antioch, nắm quyền nhiếp chính. Tuy nhiên, gốc gác người Pháp của bà lại khiến bà không được lòng dân, điều này đã tạo điều kiện cho Andronikos I Komnenos nổi loạn, ông vốn là một người cháu trai của Alexios I. Tháng 8 năm 1182, ông dẫn quân tiến vào Constantinopolis. Tháng 9 năm 1183, sau khi loại bỏ các đối thủ tiềm năng của mình, ông tự đăng quang hoàng đế và loại bỏ Alexios II, đồng thời lấy luôn người vợ cũ mới chỉ mười hai tuổi của ông ta, Agnes của Pháp.
Andronikos bắt đầu triều đại của ông bằng các biện pháp cải cách chính phủ được các sử gia ca ngợi. Theo George Ostrogorsky, Andronikos đã quyết tâm nhổ tận gốc tham nhũng: dưới sự cai trị của ông, việc mua bán quan tước bị loại bỏ, việc lựa chọn nhân lực phải dựa trên thành tích, chứ không phải là nhờ thiên vị và các mối quan hệ xã hội, các quan chức được trả lương hậu hĩnh để giảm thiểu hối lộ. Tại các tỉnh, nhờ cải cách Andronikos mà sản xuất được cải thiện một cách nhanh chóng và rõ rệt. Các quý tộc đã tức giận chống lại ông ta, và để làm cho vấn đề đỡ tồi tệ hơn, Andronikos dường như đã trở thành một bạo chúa; hành quyết và bạo lực đã trở thành ngày càng phổ biến, và triều đại của ông trở thành một triều đại của khủng bố. Andronikos dường như muốn tiêu diệt hết giới quý tộc và đại địa chủ. Cuộc chiến chống lại tầng lớp quý tộc trở thành một cuộc tàn sát, trong khi Hoàng đế phải viện đến các biện pháp tàn nhẫn hơn bao giờ hết để giữ vững chế độ của mình.
Mặc dù có một lực lượng quân sự mạnh, Andronikos đã không thể đối phó với Isaac Komnenos, Béla III của Hungary(r. 1172-1196), người đã sáp nhập vùng lãnh thổ Croatia vào Hungary, và Stephen Nemanja của Serbia (r. 1166-1196) đã tuyên bố sự độc lập của mình với Đông La Mã. Tuy nhiên, không một ai có thể so sánh với cuộc xâm lăng của William II xứ Sicilia (r. 1166-1189) với một lực lượng gồm 300 tàu và 80.000 quân vào năm 1185. Andronikos vội vàng huy động 100 tàu chiến bảo vệ thủ đô nhưng khác gì hơn là ông không hề quan tâm đến dân chúng. Cuối cùng ông bị lật đổ khi Isaac Angelos, một đối thủ chính trị của ông được sự trợ giúp của người dân đã tiến hành đảo chính và giết chết Andronikos. Nhà Komnenos đã kết thúc, nhường chỗ cho nhà Angelos lên thay.
Triều đại của Isaac II và của anh trai Alexios III, là thời kì mà người ta nhìn thấy sự sụp đổ của những gì còn lại trong bộ máy triều đình trung ương của Đông La Mã và hệ thống quốc phòng. Mặc dù người Norman bị đánh đuổi ra khỏi Hy Lạp nhưng vào năm 1186, người Vlach và Bulgars bắt đầu một cuộc khởi nghĩa dẫn đến sự hình thành của Đế chế Bulgaria Thứ hai. Chính sách trong nước của nhà Angelos được đặc trưng bởi sự lạm dụng ngân khố quốc gia, và sự không minh bạch về tài chính của các quan lại. Triều đình bị suy yếu nghiêm trọng, và khoảng trống quyền lực ngày càng tăng ở trung tâm của Đế chế đã dẫn sự tách biệt ở các tỉnh xa kinh thành, và một số người thừa kế nhà Komnenos đã thiết lập được một nhà nước bán độc lập ở Trebizond từ trước năm 1204. Theo Aleksandr Vasilyev, trong thời gian triều đại Angelos, Hy Lạp bị đẩy nhanh đến sự hủy hoại của một đế quốc đã bị suy yếu mà không có cách nào có thể vực dậy được.

#### Cuộc thập tự chinh lần thứ tư
Vào năm 1198, Giáo hoàng Innocent III đã phát động một cuộc thập tự chinh mới. Lần này, cuộc thập tự chinh hướng đến Ai Cập, trung tâm quyền lực mới của thế giới Hồi Giáo ở Levant. Quân Thập Tự đến thành Venezia vào mùa hè năm 1202 nhưng lại ít hơn so với dự đoán và họ cũng không đủ tiền trả cho việc thuê tàu của người Venezia, để đến Ai Cập. Tổng đốc đầy tham vọng của Venezia, Enrico Dandolo mong muốn phá vỡ sự liên kết giữa Giáo hoàng và quân thập tự, vì Venezia liên kết chặt chẽ thương mại với Ai Cập. Vì thế, ông ta đề nghị trang trải chi phí thuê tàu cho quân thập tự đổi lại họ sẽ đánh chiếm lại cảng Zaga ở Damaltia(thành phố chư hầu của Venezia, mà trước đó đã nổi dậy rồi tự đặt nó dưới sự bảo trợ của Hungary), quân viễn chinh đồng ý. Thành phố thất thủ vào tháng 11 năm 1202 sau một cuộc bao vây nhanh chóng. Innocent và hội đồng hồng y nhắm mắt làm ngơ trước hành động này.

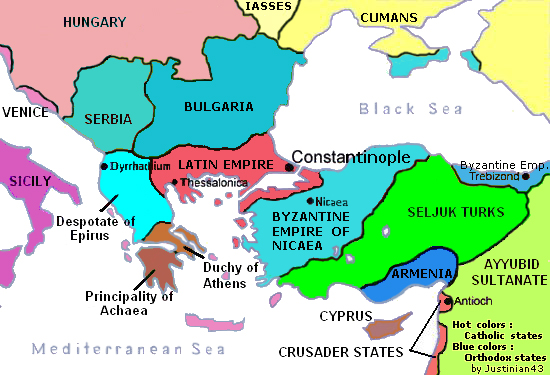
Đông La Mã bị phân chia sau Cuộc thập tự chinh lần thứ tư,năm 1204.

Sau cái chết của Theobald III, Bá tước của Champagne, vai trò lãnh đạo cuộc Thập tự chinh đã chuyển sang cho Boniface Montferrat, một người bạn của Philip xứ Swabia. Cả Boniface và Philip đều kết hôn với hoàng gia Đông La Mã. Trên thực tế, người em vợ của Philip, Alexios Angelos, con trai của Hoàng đế Isaac II Angelos mù bị lật đổ, đã tới châu Âu và liên lạc với quân viễn chinh. Alexios đề nghị đoàn tụ nhà thờ Đông La Mã với Rôma, trả cho quân viễn chinh 200.000 đồng bạc, sẽ cùng tham gia cuộc thập tự chinh và cung cấp tất cả các nhu yếu phẩm họ cần để đến được Ai Cập. Innocent đã nhận thức kế hoạch đã chuyển hướng cuộc Thập tự chinh đến Constantinopolis nhưng cấm bất kỳ cuộc tấn công nào vào thành phố, song lá thư của Đức Giáo hoàng đã đến sau khi đội tàu đã rời Zara.
Quân viễn chinh tới thành phố vào mùa hè năm 1203 và nhanh chóng tổ chức tấn công, khởi đầu bằng một đám cháy lớn gây hư hỏng phần lớn thành phố, và sau đó họ tràn vào thành phố. Alexios III chạy trốn khỏi thủ đô, và Alexios Angelos được tấn phong lên ngai vàng là Alexios IV cùng với người cha mù của mình làm đồng hoàng đế. Tuy nhiên, Alexios IV và Isaac II đã không thể giữ lời hứa của mình và đã bị lật đổ bởi Alexios V. Cuối cùng, quân viễn chinh tấn công thành phố lần thứ hai vào ngày 13 tháng 4 năm 1204 và Constantinopolis đã bị cướp bóc và tàn sát bởi quân thập tự. Nhiều biểu tượng vô giá, di vật, và các báu vật khác sau đó bị đem về Tây Âu, một số lượng lớn ở Venezia. Khi Innocent III nghe nói về việc quân viễn chinh cướp phá Constantinopolis, ông đã phạt vạ họ nhưng khá nhẹ nhàng. Tình hình đã ngoài kiểm soát. Trật tự chỉ được khôi phục khi quân viễn chinh và Venezia tiến hành thỏa thuận; Baldwin của Vlaanderen được bầu làm Hoàng đế và Thomas Morosini người Venezia được chọn làm Thượng Phụ. Các nhà lãnh đạo thập tự chinh đã phân chia các tỉnh của Đông La Mã cho nhau, nhưng các hoàng thân Đông La Mã ở Nicaea, Trebizond và Epirus đã giương cờ khởi binh nhằm khôi phục lại đô thành.

### Hồi kết của Đế quốc

#### Những lãnh thổ cuối cùng
Sau khi quân Thập Tự Chinh Latin cướp phá Constantinopolis năm 1204, hai lãnh địa trung thành với Đông La Mã là Đế quốc Nicaea và Lãnh địa Bá Vương Eripus đã giương cờ đứng lên khởi sự. Lãnh địa còn lại, Đế quốc Trebizond do Alexios I của Trebizond thành lập chỉ vài tuần trước khi quân thập tự cướp bóc Constantinopolis. Trong ba lãnh địa này, Eripus và Nicaea có cơ hội tốt nhất để khôi phục lại đô thành. Đế quốc Nicaea đã giành được nhiều chiến thắng trước quân Latin nhưng tới giữa thế kỷ XIII, nhiều vùng đất ở phía nam Anatolia của Đế quốc đã bị mất vào tay người Hồi Giáo. Sự suy yếu của Vương quốc Hồi giáo Rum sau Cuộc xâm lăng của quân Mông Cổ năm 1242-43 đã tạm thời chấm dứt các cuộc đột kích của quân Seljuk ở phía đông, giúp quân Nicaea dốc toàn lực quyết đấu với Đế chế La Tinh ở phía bắc.

#### Tái chiếm Constantinopolis

Đông La Mã năm 1263.

Đế Chế Nicaea, được thành lập dưới triều đại Laskarid, đã tiến hành các cuộc chiến tranh với đế quốc Latin. Quân Nicaea đã đè bẹp quân Latin và đồng minh ở Poimanenon và Pelagonia. Constantinopolis được giành lại vào năm 1261 trong khi Epirus thất bại trong cuộc đua giành lại đô thành. Điều này dẫn đến một sự hồi sinh ngắn ngủi của Đông La Mã dưới thời Mikhael VIII Palaiologos, nhưng đế quốc chiến tranh đã bị tàn phá bởi những kẻ thù đang vây quanh đế quốc. Để duy trì các chiến dịch của mình chống lại quân Latin, Mikhael kéo quân từ Tiểu Á, và thu thuế thật nặng làm nông dân bị kiệt quệ, gây ra nhiều sự oán giận. Dự án xây dựng khổng lồ đã được hoàn thành ở Constantinopolis để sửa chữa những thiệt hại của cuộc Thập tự chinh thứ tư, nhưng không ai trong số bất kỳ người nông dân nào ở Tiểu Á cảm thấy thích thú và đồng tình, khi mà các cuộc tấn công của ghazis cuồng tín thường xuyên xảy ra và sưu cao thuế nặng luôn đè nặng lên cổ họ.
Mikhael đã chọn cách mở rộng Đế Chế thay vì bảo vệ những lãnh địa của mình ở Tiểu Á, và chỉ đạt được thành công ít ỏi. Để tránh cho thủ đô khỏi bị người Latin cướp bóc và tấn công, ông buộc Giáo hội phải đến hội kiến ở Roma, một giải pháp tạm thời khiến cho giai cấp nông dân oán ghét Michael và Constantinopolis đến đỉnh điểm. Các nỗ lực của Andronikos II và sau đó là của cháu trai Andronikos III được coi là những nỗ lực cuối cùng để khôi phục lại vinh quang cho đế quốc. Tuy nhiên, việc sử dụng lính đánh thuê của Andronikos II thường phản tác dụng với việc đám lính đánh thuê Catalan đang tàn phá các vùng nông thôn và tăng sự oán giận đối với Constantinopolis.

#### Sự trỗi dậy của người Ottoman và những ngày cuối cùng của Đông La Mã

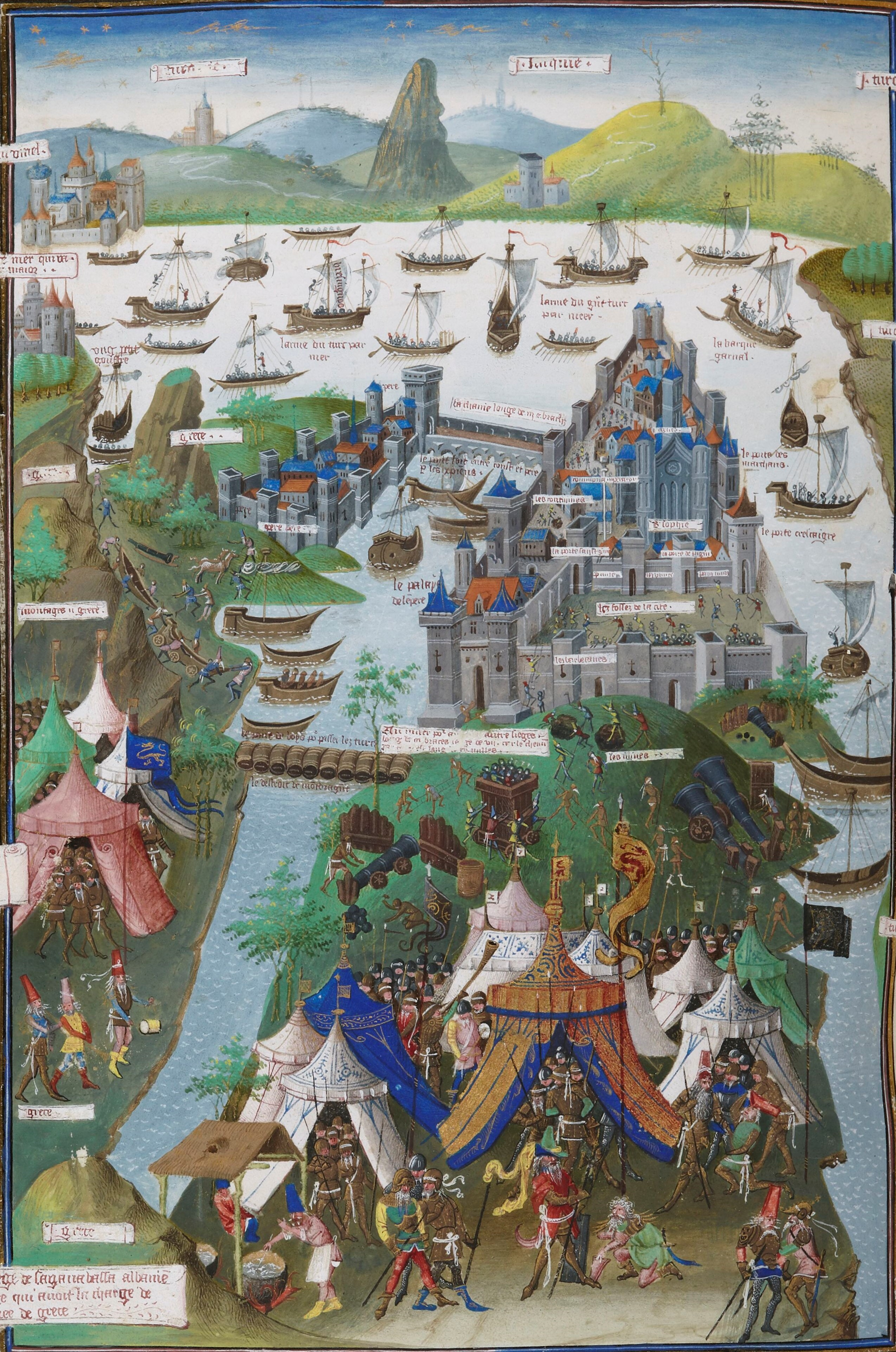
Cuộc bao vây Constantinopolis năm 1453.

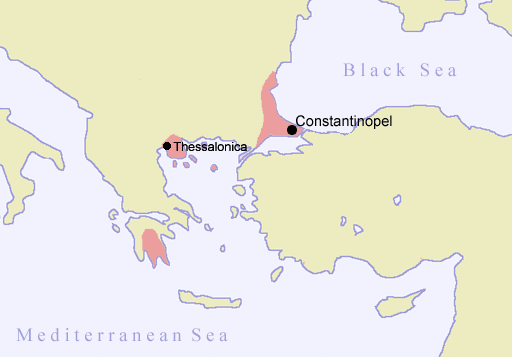
Đế quốc Đông La Mã vào năm 1403.

Đông La Mã đã bị tàn phá bởi nội chiến sau khi Andronikos III qua đời. Cuộc nội chiến kéo dài sáu năm không chỉ tàn phá đế quốc mà còn tạo điều kiện cho vua Serbia Stefan IV Dushan (1331–1346) xua quân tràn vào các lãnh thổ của Đế quốc và thiết lập cái gọi là Đế quốc Serbia trong một thời gian ngắn. Năm 1354, một trận động đất tại Gallipoli tàn phá các pháo đài, tạo điều kiện cho quân Ottoman (vốn được thuê làm lính đánh thuê trong cuộc nội chiến bởi Ioannes VI Kantakouzenos) hình thành thế lực của họ ở châu Âu. Khi các cuộc nội chiến ở Đông La Mã chấm dứt thì cũng là lúc người Ottoman đánh bại các hiệp sĩ Serbia và bắt họ phải công nhân sự bảo hộ của Ottoman. Sau khi người Serbia thất bại ở trận Kosovo, phần lớn Balkan đã nằm dưới ách cai trị của Đế quốc Ottoman.
Các hoàng đế Đông La Mã đã nhiều lần kêu gọi sự giúp đỡ của phương Tây, nhưng Đức Giáo hoàng tuyên bố sẽ chỉ xem xét việc gửi viện trợ trở lại nếu Giáo hội Chính Thống Đông hợp nhất trở lại với Giáo hội Công giáo Rôma. Việc thống nhất Giáo hội đã được xem xét, và thỉnh thoảng được thực hiện theo nghị định của đế quốc, nhưng người dân và giáo sĩ Chính thống giáo đã mạnh mẽ phản đối vì những hành động mà quân Thập tự đã làm năm 1204. Mặc dù một số binh sĩ phương Tây đã đến để củng cố phòng thủ của Constantinopolis, nhưng hầu hết các nhà lãnh đạo phương Tây, lại đang bị phân tâm bởi công việc của mình, đã không có bất kì hành động nào khi người Ottoman đánh chiếm các vùng lãnh thổ còn lại cuối cùng của Đông La Mã. Năm 1422, quân Ottoman bao vây Constantinopolis nhưng không thành công, song họ đã chiếm được hoàn toàn xứ Makedonia và thành Thessalonica.
Constantinopolis lúc này chỉ còn là một đống đổ nát và hoang tàn, dân số đã sụt giảm nghiêm trọng. Ngày 2 tháng 4 năm 1453, Sultan Mehmed đem 80.000 quân và hàng trăm ngàn quân không chính quy bao vây thành phố. Mặc cho 7000 quân Đông La Mã và 2000 quân Latin đồng minh đã cố gắng tử thủ đô thành, thành phố cuối cùng đã sụp đổ trước cuộc tấn công ồ ạt cuối cùng của quân Ottoman vào ngày 29 tháng 5 năm 1453, sau cuộc đại vây hãm kéo dài hai tháng liên tiếp. Hoàng đế Đông La Mã cuối cùng, Konstantinos XI được nhìn thấy lần cuối cùng khi ông đang vứt áo hoàng bào của mình vào một góc tường rồi rút gươm ra lao thẳng vào quân địch sau khi chứng kiến các bức tường thành một thời vững chắc sụp đổ.

### Những diễn biến sau khi Đông La Mã diệt vong

Lãnh địa Bá vương Morea và Mystra vào năm 1450.

Sau khi kinh đô Constantinopolis sụp đổ, những lãnh thổ còn lại của Đông La Mã chưa bị chinh phục là Lãnh địa Bá vương Mystra - do hai người anh em của vị hoàng đế cuối cùng là Thomas Palaiologos và Demetrios Palaiologos đồng cai trị. Lãnh địa này tiếp tục tồn tại dưới tư cách là chư hầu của đế quốc Osman, tuy nhiên do những yếu kém trong việc cai trị, hai anh em nhà Palaiologos không có đủ tài chính để chi trả các khoản cống phẩm cho người Osman và vì vậy vào tháng 5 năm 1460, vua Mehmet II đã xua quân tấn công lãnh thổ này và đến mùa hè đã xâm chiếm hết toàn bộ Mystra. Nhân cơ hội đó, Demetrios đã nhờ người Thổ Osman đánh đuổi em trai Thomas của mình ra khỏi Mystra, hy vọng có thể độc chiếm ngôi bá vương xứ này nhưng sau khi Thomas bỏ chạy thì người Thổ đã biến Mystra thành một tỉnh của đế quốc. Demetrios sống phần đời còn lại của mình dưới tư cách là sủng thần của Mehmet tại Edirne và sau đó là Didymoteicho.
Một số thành trì khác của đế quốc vẫn tồn tại một thời gian sau đó. Đảo Monemvasia không chịu đầu hàng người Thổ và tiếp tục tổ chức kháng chiến. Ban đầu nó được cai trị bởi một cướp biển người Aragón, sau ông này bị dân địa phương lật đổ và, dưới sự ưng thuận của Thomas Palaiologos, được đặt dưới quyền bảo hộ của Vatican cho đến hết năm 1460. Các bộ tộc địa phương ở Bán đảo Mani - một mỏm đất nằm ở cực Nam Mystra - cũng liên kết lại với nhau chống cự thêm một thời gian, sau trở thành một xứ bảo hộ của Cộng hòa Venezia và cuối cùng cũng thành một chư hầu của đế quốc Thổ Osman. Thành trì cuối cùng của Đông La Mã là Salmeniko nằm ở Tây Bắc Mystra. Graitzas Palaiologos là người lãnh đạo về quân sự tại đây, với tổng hành dinh đặt ở lâu đài Salmeniko. Khi thành phố đầu hàng trước người Osman, Graitzas và các thuộc hạ cùng một số cư dân vẫn tiếp tục chống giữ pháo đài Salmeniko cho đến khi họ đào tẩu sang Venezia vào tháng 7 năm 1461. Đến đây thì các tàn dư của Đông La Mã coi như đã bị tiêu diệt sạch.
Đế quốc Trebizond, một phần lãnh thổ đã hoàn toàn tách biệt khỏi Đông La Mã từ hồi Constantinopolis bị quân Thập Tự Chinh đánh chiếm năm 1204, đã trở thành "phần cuối cùng" và là quốc gia kế thừa của Đông La Mã trên thực tế. Trong nỗ lực nhằm cứu vãn đế quốc, Hoàng đế David của Trebizond đã thực hiện nhiều hoạt động ngoại giao nhằm lôi kéo các quốc gia chống Osman về phía mình, nhưng việc này đã chọc tức người Thổ Osman và khiến một cuộc chiến tranh bùng nổ vào mùa hè năm 1461. Sau một tháng chống cự, David đầu hàng vào ngáy 14 tháng 8 năm 1461. Lãnh địa cuối cùng của đế quốc La Mã xưa kia biến mất khỏi bản đồ thế giới.
Người cháu gọi Konstantinos XI bằng chú, Andreas Palaeologos, tiếp tục tự xưng là người thừa kế danh hiệu hoàng đế Đông La Mã. Ông ta sống ở Mystra và chạy sang Roma khi khu vực này bị người Thổ đánh chiếm vào năm 1460, sống dưới sự bảo hộ của Vatican cho đến cuối đời. Do chức vị hoàng đế Đông La Mã về mặt nguyên tắc không hẳn là người trong họ tộc nối ngôi nhau, nên về nguyên tắc sự tự xưng của Andreas không hợp với luật pháp Đông La Mã. Nhưng lúc này đế quốc đã bị diệt vong và các quốc gia phương Tây đã căn cứ theo truyền thống cha truyền con nối để hợp pháp hóa danh xưng của Andreas. Andreas về sau đã tự đặt danh xưng "Hoàng đế của Constantinopolis" Imperator Constantinopolitanus cho mình và ngỏ ý bán chức vị Hoàng đế Đông La Mã cho vua Pháp Charles VIII cũng như các vua chúa Công giáo khác. Nhưng mãi sau khi Andreas qua đời cũng không ai nhận chức vị này cả.
Về phía người Thổ Osman, Mehmet II và các vua kế vị ông ta đã tự xưng là "Hoàng đế La Mã" (Kaysar-i-Rûm) và xem mình là người kế thừa Đế quốc La Mã xưa kia cho đến tận khi đế quốc Osman sụp đổ vào đầu thế kỷ XX. Điều này hàm ý là đế quốc La Mã vẫn được duy trì dưới sự cai trị của người Thổ, chỉ có điều tôn giáo chính thống của đế quốc sẽ thay đổi, giống như Constantinus I đã thay đổi tôn giáo của La Mã vào thế kỷ thứ IV. Trong khi đó, những lãnh đạo của lãnh địa Hoàng thân Danube (Principatele Dunărene) cũng tự xưng mình là người kế thừa của Đông La Mã và đã bảo hộ cho những người dân Chính thống giáo chạy loạn trước sự xâm lược của Thổ Osman, trong đó bao gồm nhiều quý tộc Đông La Mã.
Đại Công tước Ivan III của Moskva về sau cũng tự xưng là người bảo hộ của Chính thống giáo Đông phương, một di sản của Đông La Mã. Ivan đã kết hôn với em gái của Andreas, Sophia Paleologue. Cháu của họ, Ivan IV Lôi đế, trở thành Sa hoàng đầu tiên của Nga (chữ "Sa hoàng" tsar hay czar bắt nguồn từ danh hiệu caesar, một tước hiệu của hoàng đế Đông La Mã trong ngôn ngữ Xlavơ). Các Nga hoàng sau Ivan IV cũng tiếp tục xem Đế quốc Nga là kẻ kế thừa của La Mã và Constantinopolis. Việc coi Đế quốc Nga là La Mã thứ ba tiếp tục tồn tại cho đến khi Đế quốc Nga sụp đổ trong cơn bão cách mạng năm 1917.

## Văn minh Đông La Mã

### Kinh tế
Đế quốc Đông La Mã sở hữu một trong những nền kinh tế phồn thịnh nhất ở châu Âu và Địa Trung Hải trong nhiều thế kỷ. Đặc biệt là châu Âu không thể sánh được với sức mạnh kinh tế của Đông La Mã cho đến tận cuối thời Trung Cổ. Constantinopolis là một trung tâm quan trọng bậc nhất trong một mạng lưới thương mại tại các thời điểm khác nhau kéo dài trên gần như tất cả lục địa Á-Âu và Bắc Phi, đặc biệt nó chính là điểm đến phía tây cuối cùng của con đường tơ lụa nổi tiếng. Cho đến nửa đầu của thế kỷ thứ VI và trái ngược hẳn với sự suy tàn ở phía tây, nền kinh tế của Đông La Mã đã phát triển nhanh chóng và mạnh mẽ. Tuy nhiên, Đại dịch Justinianus và những cuộc chinh phục của người Ả Rập gây ra thay đổi tiêu cực đáng kể sự thịnh vượng của nó và góp phần dẫn đến thời kì trì trệ và suy thoái. Những cải cách của nhà Isaurios và đặc biệt, là sự gia tăng dân số dưới thời Konstantinos V, những công trình công cộng và cùng với những biện pháp đánh thuế, đã đánh dấu sự bắt đầu của giai đoạn hồi sinh mà vẫn tiếp tục cho đến tận năm 1204, bất chấp sự thu hẹp lãnh thổ. Từ thế kỷ thứ X cho đến cuối thế kỷ XII, Đế quốc Đông La Mã là biểu tượng cho sự xa hoa và các vị khách thập phương đã bị ấn tượng bởi sự giàu có tích lũy ở kinh đô. Tuy nhiên cuộc Thập tự chinh lần thứ tư đã dẫn đến sự gián đoạn sức sản xuất của nền kinh tế Đông La Mã và sự thống trị thương mại của người Tây Âu ở miền đông Địa Trung Hải, những sự kiện chẳng khác gì một thảm họa kinh tế cho Đế chế  Nhà Palaiologos đã cố gắng để phục hồi nền kinh tế, nhưng nhà nước Đông La Mã vào giai đoạn cuối này sẽ không giành được bất cứ sự kiểm soát hoàn toàn nào đối với một trong hai thế lực kinh tế ngoại quốc hoặc ở cả trong nước. Dần dần, nó cũng đánh mất ảnh hưởng của mình đối với các phương thức thương mại và cơ chế giá, và quyền kiểm soát của nó đối với sự lưu thông những kim loại quý giá, và theo một số học giả, ngay cả việc đúc tiền xu.

### Khoa học, Y thuật, Luật pháp
Các tác phẩm của thời đại cổ điển chưa bao giờ bị ngừng trau dồi tại Đông La Mã. Vì vậy, khoa học Đông La Mã trong bất cứ thời kì nào đều gắn liền với triết học cổ đại, và siêu hình học. Mặc dù vào nhiều thời điểm khác nhau Byzantine đã có được những thành tích tuyệt vời trong việc áp dụng khoa học (đặc biệt là trong việc xây dựng Hagia Sophia), thì từ sau thế kỷ thứ VI các học giả Byzantine chủ yếu chuyên tâm vào những nghiên cứu mới trong việc phát triển các lý thuyết mới hoặc mở rộng những ý tưởng của các tác giả cổ đại. Sự uyên bác của họ đặc biệt đã bị tụt lại trong những năm tháng đen tối của bệnh dịch hạch và những cuộc chinh phục của người Hồi giáo, nhưng sau đó là thời kì được gọi là kỉ nguyên Phục hưng Đông La Mã vào cuối thiên niên kỷ thứ nhất, các học giả Đông La Mã đã tái khẳng định mình trở thành những chuyên gia trong việc phát triển khoa học của người Ả Rập và Ba Tư, đặc biệt trong thiên văn học và toán học. Người Đông La Mã cũng được ghi nhận với những tiến bộ công nghệ, đặc biệt là trong kiến trúc (ví dụ như mái vòm có hình thù vuông vức) và công nghệ chiến tranh(ví dụ như lửa Hy Lạp).
Vào thế kỷ cuối cùng của Đế chế, những nhà ngữ văn Đông La Mã là những người chủ yếu chịu trách nhiệm trong việc truyền bá và ghi chép lại những nghiên cứu ngữ pháp cổ và văn học Hy Lạp đến đầu thời kì Phục Hưng ở Ý  Trong thời gian này, thiên văn học và toán học đã được giảng dạy ở Trebizond; y học cũng thu hút sự quan tâm của hầu hết các học giả 
Trong lĩnh vực pháp luật, những cải cách của Justinianus I có một ảnh hưởng rõ ràng đối với quá trình phát triển của luật học, và Ecloga của Leo III cũng đã ảnh hưởng đến quá trình hình thành nên hệ thống luật pháp của người Xlavơ.

### Tôn giáo

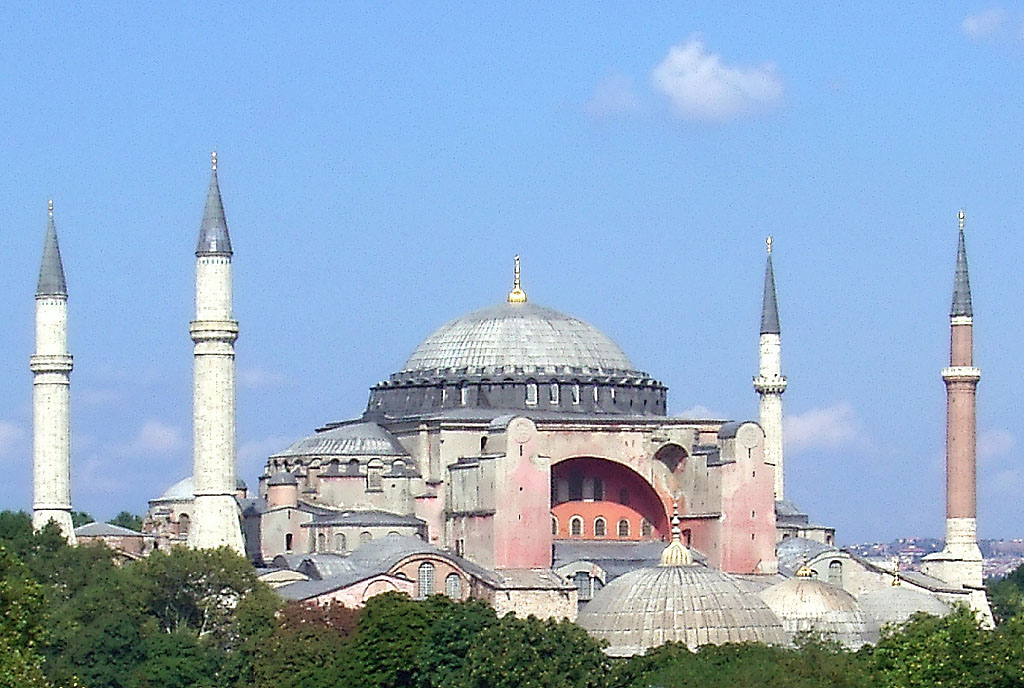
Nhằm thể hiện uy quyền phổ quát của Tòa Thượng phụ thành Constantinopolis, hoàng đế Justinianus I đã cho xây dựng Đại Thánh đường Hagia Sophia (nay là một viện bảo tàng), hoàn tất chỉ trong vòng 4 năm rưỡi (532–537).

Sự tồn tại của đế quốc ở phía đông đã đảm bảo vai trò tích cực của Hoàng đế trong các công việc của Giáo hội. Nhà nước Đông La Mã đã thừa kế từ thời kì đa thần giáo thói quen mang tính hành chính và tài chính về cách quản lý các vấn đề tôn giáo, và điều này tiếp tục được áp dụng cho Giáo hội Kitô giáo. Tiếp theo kiểu mẫu được thiết lập bởi Eusebius thành Caesarea, dân chúng Byzantine xem Hoàng đế như là một đại diện hay sứ giả của Chúa Kitô, có trách nhiệm đặc biệt đối với việc truyền bá Cơ Đốc giáo cho những người ngoại giáo, và cho những gì "bên ngoài" tôn giáo, chẳng hạn như việc cai trị và tài chính. Như Cyril Mango đã chỉ ra, tư duy chính trị Đông La Mã có thể được tóm tắt trong một phương châm "Một Đức Chúa, một đế chế, một tôn giáo" .
Vai trò của đế chế trong các công việc của Giáo hội chưa bao giờ mở rộng thành một hệ thống cố định và được xác định về mặt pháp lý Với sự suy yếu của thành Roma, và bất đồng nội bộ của các Tòa Thượng phụ khác ở phương Đông, từ thế kỷ thứ VI tới thế kỷ thứ XI, Giáo hội thành Constantinopolis đã trở thành trung tâm giàu có nhất và có nhiều ảnh hưởng nhất trong thế giới Kitô giáo. Ngay cả khi đế quốc đã suy yếu và chỉ là một cái bóng của bản thân nó trước kia, Giáo hội vẫn tiếp tục duy trì ảnh hưởng đáng kể cả ở bên trong và bên ngoài biên giới đế quốc. Như G. A. Ostrogorskiy chỉ ra:
Tòa Thượng Phụ thành Constantinopolis vẫn là trung tâm của thế giới Chính thống giáo, với các Tòa Tổng giám mục đô thành và các Tòa Tổng giám mục khác bao quanh, thuộc vùng Tiểu Á và Balkan, mà bây giờ Byzantium đã để mất, cũng như thuộc vùng Kavkaz, Nga và Litva. Giáo hội vẫn là yếu tố ổn định nhất trong Đế quốc Đông La Mã.
Tín lý Kitô giáo chính thức của nhà nước được định rõ bởi bảy Công đồng Đại kết đầu tiên, và sau đó bổn phận của hoàng đế đó là áp đặt lên thần dân của mình. Một chiếu chỉ của hoàng đế vào năm 388, sau đó đã được đưa vào Pháp điển Dân sự, đó là lệnh cho cư dân của đế chế phải "xưng nhận là Kitô hữu"; và coi tất cả những người không tuân thủ theo pháp luật là những "người điên và ngu ngốc" và là người theo "những tín điều dị giáo".
Bất chấp những chiếu chỉ của hoàng đế và lập trường nghiêm ngặt của chính bản thân quốc giáo, tôn giáo mà sau này được gọi là Chính thống giáo Đông phương đó chưa bao giờ đại diện cho tất cả các tín đồ Kitô giáo trong toàn đế quốc Đông La mã hay cho Kitô giáo Đông phương. Mango cho rằng trong giai đoạn đầu của đế quốc, những "người điên và ngu ngốc" bị dán nhãn "dị giáo" bởi quốc giáo, lại chiếm phần lớn dân số. Bên cạnh những người đa thần giáo đã tồn tại cho đến hết thế kỷ thứ VI và người Do Thái, là nhiều người - thậm chí có cả các hoàng đế - theo các giáo thuyết Kitô giáo khác nhau, như thuyết Arius, thuyết Nestorius, nhất tính thuyết (Monophysitism), thuyết Paulician..., mà trong một vài điểm nào đó dạy những điều đối nghịch với giáo thuyết thần học chính yếu được các Công đồng đại kết xác nhận.. Một cuộc chia rẽ khác giữa các tín đồ Kitô giáo cũng đã xảy ra, khi Hoàng đế Leo III đã ra lệnh phá hủy các ảnh tượng trên khắp Đế quốc. Điều này dẫn đến một cuộc biến động tôn giáo đáng kể, nó chỉ kết thúc vào giữa thế kỷ IX với sự phục hồi các ảnh tượng. Trong cùng khoảng thời gian này, một làn sóng những người ngoại giáo mới đã nổi lên tại khu vực Balkan, có nguồn gốc chủ yếu từ những người Slavơ. Họ dần dần được cải sang Kitô giáo, và cho tới giai đoạn cuối cùng của Đông La Mã, Chính thống giáo phương Đông đã đại diện cho hầu hết các tín đồ Kitô giáo và nói chung là cho đa số cư dân trong những gì còn lại của đế chế.
Người Do Thái là một nhóm thiểu số quan trọng trong suốt chiều dài lịch sử của đế quốc Byzantine, và theo luật La Mã, họ tạo nên một nhóm tôn giáo được pháp luật công nhận. Vào giai đoạn đầu của đế quốc, nhìn chung họ đã được khoan dung, nhưng sau đó là thời kì mà tình hình trở nên căng thẳng và những cuộc bách hại xảy ra. Trong trường hợp nào đi nữa, sau những cuộc chinh phục của người Ả Rập theo Hồi giáo, phần lớn người Do Thái đã sống ở bên ngoài đế quốc Đông La Mã, trong khi những người còn lại bên trong biên giới đã sống trong sự yên bình tương đối kể từ thế kỷ thứ X trở đi.

### Văn học và nghệ thuật
Sau khi hoàng đế Theodosius I tuyên bố Kitô giáo trở thành quốc giáo vào cuối thế kỷ thứ IV, hội họa—một lĩnh vực đặc biệt của nhà thờ dần dần tách khỏi những ảnh hưởng của nền nghệ thuật La Mã và Hy Lạp. Nghệ thuật Đông La Mã là một phong cách nghệ thuật cực kỳ bảo thủ, vì lý do tôn giáo và văn hóa, nhưng vẫn giữ một truyền thống liên tục của chủ nghĩa hiện thực Hy Lạp. Từ thế kỷ thứ V, tranh khảm trở thành kỹ thuật được ưa thích để dùng trang trí trên tường nhà thờ với các câu chuyện về Chúa. Kỹ thuật mới dựa trên các đường nét thiếu đi chiều sâu về không gian được phát triển và hoàn thiện tại kinh đô Constantinopolis. Kỹ thuật này được tái hiện lại với những bức tranh khảm trong những nhà thờ tại Ravenna vào đầu thế kỷ VI. Các chân dung có trán cứng, trong khi các chi tiết khác trên mặt là sản phẩm của một luật lệ khó hiểu được lặp lại từ chân dung này sang chân dung khác. Người ta bỏ đi kỹ thuật tạo bóng, không quan tâm đến mảng sáng tối khiến cho khuôn mặt bị mất đi khối. Sự khởi nguồn của nghệ thuật Đông La Mã giữa Constantinopolis và Hy Lạp được phát triển trong một thời gian dài và trải trên một vùng rộng lớn trải dài khắp châu Âu. Từ thế kỷ X, hội họa Đông La Mã có trung tâm phát triển tại Nga và lan rộng sang các vùng xung quanh với tận thế kỷ thứ XVIII. Các sản phẩm nghệ thuật Đông La Mã tại đây chủ yếu là các biểu tượng tôn giáo. Tại vùng Balkan và đảo Crete, những biểu tượng tôn giáo được thực hiện theo phong cách Đông La Mã từ thế kỷ thứ XV đến thế kỷ XVIII.
Trong văn học Byzantine, có bốn yếu tố văn hóa khác nhau cần được tính đến đó là: Hy Lạp, Kitô giáo, La Mã, và phương Đông. Văn học Byzantine thường được phân loại thành năm nhóm: sử gia và các nhà chép biên niên sử, những nhà bách khoa (Thượng Phụ Photios, Michael Psellus, và Michael Choniates được coi là những nhà bách khoa vĩ đại nhất của Byzantine) và nhà viết tiểu luận, và những tác giả của trường ca(Sử thi anh hùng duy nhất của Byzantine được chứng thực đó là Digenis Acritas). Hai nhóm còn lại bao gồm các nhóm văn học mới: Văn chương Giáo hội và thần học, cùng với thơ ca dân gian
Trong số khoảng từ hai đến ba ngàn tuyển tập văn học Byzantine còn tồn tại, chỉ có 330 trong số đó là các trường ca, lịch sử, khoa học và giả khoa học. Trong khi vào thời kỳ hưng thịnh nhất của văn học thế tục Byzantium kéo dài từ thế kỷ thứ IX đến thế kỷ XII, văn học tôn giáo của nó (bài giảng, sách nghi lễ và thơ ca, thần học, luận đạo đức, vv) đã phát triển sớm hơn nhiều với thánh Romanos là đại diện nổi bật nhất của nó.

### Thiết chế nhà nước và bộ máy triều đình
Đế quốc Đông La Mã là một quốc gia quân chủ chuyên chế và hoàng đế nắm quyền lực tuyệt đối, và quyền lực của ông đã được coi là có nguồn gốc thần thánh. Viện nguyên lão đã không còn có thực quyền chính trị và lập pháp, nhưng vẫn là Hội đồng danh dự với các thành viên trên danh nghĩa. Vào cuối thế kỷ thứ VIII, một chính quyền dân sự tập trung vào triều đình trung ương đã được hình thành như là một phần của một sự tập trung quyền lực quy mô lớn ở kinh đô. Cải cách hành chính quan trọng nhất, mà có lẽ đã bắt đầu vào giữa thế kỷ thứ VII, đó là việc tạo ra các khu bán quân sự Thema, tại đó bộ máy chính quyền và quân sự đã được đảm nhiệm bởi một người, viên quan strategos.
Mặc dù đôi khi bị gọi một cách không xứng đáng bằng các thuật ngữ "kiểu Byzantine", "chủ nghĩa Byzantine" (vốn ngụ ý tính phức tạp và chuyên chế), bộ máy chính quyền Đông la Mã có khả năng đặc biệt để tái thiết chế chính nó nhằm phù hợp với hoàn cảnh Đế quốc. Một hệ thống phong tước và thứ bậc tỉ mỉ, đem lại cho triều đình uy quyền và ảnh hưởng, khiến việc quản lý đế quốc giống như một bộ máy quan liêu ngăn nắp đối với những người quan sát hiện đại. Các viên chức được sắp xếp theo thứ bậc chặt chẽ xung quanh hoàng đế, phụ thuộc vào ý chí của hoàng đế về vai trò của họ. Cũng có những công việc mang tính hành chính thực sự, nhưng thẩm quyền có thể trao cho các cá nhân hơn là các cơ quan.
Vào các thế kỷ VIII và IX, phục vụ chính quyền là con đường rõ ràng nhất để đạt tới hàng quý tộc, nhưng, từ sau đó trở đi, quý tộc thăng tiến từ ngạch dân sự chịu sự cạnh tranh bởi lớp quý tộc do dòng dõi. Theo một số nghiên cứu về chính quyền Byzantine, nền chính trị thế kỷ XI chứng kiến cuộc tranh giành quyền lực giữa hai nhánh quý tộc dân sự và quân sự. Trong thời kì này, Alexios I thực hiện những cuộc cải cách hành chính quan trọng, bao gồm việc lập nên những chức vị danh dự mới cùng các cơ quan tương ứng.

### Ngoại giao

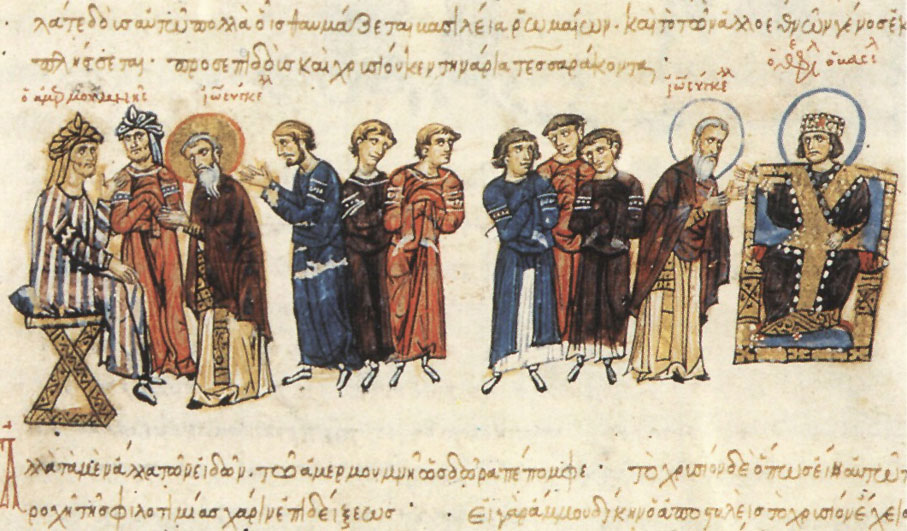
Sứ đoàn của Thượng phụ Ioannes VII của Constantinopolis năm 829, giữa hoàng đế Theophilos và Khalip nhà Abbasid Al-Ma'mun.

Sau sự sụp đổ của Tây La Mã, thách thức chính cho Đông La Mã đó là duy trì những mối quan hệ các nước lân bang. Khi các quốc gia này có khuynh hướng thiết lập nên các thể chế chính trị, họ thường bắt chước theo mô hình Constantinopolis. Bộ máy ngoại giao của Đông La Mã tìm cách lôi kéo những quốc gia lân bang vào một mạng lưới các mối quan hệ quốc tế và liên quốc gia. Mạng lưới này xoay quanh việc thiết lập các hiệp ước, và bao gồm sự chào đón cai trị mới vào gia đình các vị vua, và sự đồng hóa theo các thái độ xã hội, giá trị và thể chế Đông La Mã. Trong khi các nhà văn phương Tây cổ điển quan tâm tới việc tạo ra những khác biệt về luân lý và pháp lý giữa chiến tranh và hòa bình, những người Đông La Mã xem ngoại giao giống như một dạng chiến tranh bằng những phương tiện khác. Chẳng hạn, một mối đe dọa từ Bulgaria có thể đối phó bằng cách viện trợ cho Nga Kiev..
Ngoại giao trong kỉ nguyên này được hiểu là có một chức năng thu thập tình báo nằm trên chức năng chính trị thuần túy của nó. Cục Man dân ở Constantinopolis xử lý những vấn đề về lễ tân và lý lịch cho những sự vụ liên quan tới những "dân mọi", và do đó có thể tự nó đã có chức năng tình báo cơ bản. John B. Bury tin rằng văn phòng đã giám sát tất cả những người ngoại quốc tới Constantinopolis, và đặt dưới quyền của một vị thượng thư phụ trách liên lạc (logothetēs tou dromou). Trong khi bề ngoài văn phòng lễ tân - phận sự chính là đảm bảo những phái đoàn nước ngoài được chăm sóc cẩn thận và nhận đủ tiền quỹ ngân sách để duy trì hoạt động, và nó gồm tất cả những phiên dịch viên chính thức - nó hẳn có luôn chức năng an ninh..
Người Đông La Mã đã tranh thủ được nhiều lợi ích từ các thủ đoạn ngoại giao. Chẳng hạn, các sứ đoàn tới thủ đô thường ở lại nhiều năm liền. Một thành viên của các vương tộc xung quanh thường phải ở Constantinopolis, không chỉ là một con tin tiềm năng, mà cũng là một con tốt hữu dụng trong trường hợp những điều kiện chính trị của miền đất mà ông ta tới từ đó thay đổi. Một phương pháp quan trọng khác là nhấn chìm các vị khách bằng cảnh nhung lụa xa hoa. Theo D. D. Obolenskiy, nền văn minh cổ ở châu Âu đã được duy trì là nhờ vào những kĩ năng và sự tháo vát của nền ngoại giao Đông La Mã, và là một trong những đóng góp cuối cùng của Đông La Mã cho lịch sử châu Âu.

### Ngôn ngữ
Ngôn ngữ ban đầu của chính quyền đế quốc, vốn có nguồn gốc từ Roma, là tiếng La tinh, và nó sẽ tiếp tục là ngôn ngữ chính thức của đế quốc cho đến thế kỷ thứ VII khi nó hoàn toàn bị thay thế bởi tiếng Hy Lạp dưới triều đại của Heraclius. Ngôn ngữ Latinh sẽ nhanh chóng bị tầng lớp có học thức từ bỏ nhưng ngôn ngữ này vẫn sẽ tiếp tục được sử dụng, đôi khi ở trong một phần các nghi lễ văn hóa của đế quốc. Ngoài ra, tiếng Latin bình dân vẫn là một ngôn ngữ thiểu số ở bên trong đế quốc, và trong số những cư dân Thraco-La Mã, và từ đó nó đã sinh ra ngôn ngữ Tiền-Rumani.
Tương tự như vậy, trên khu vực bờ biển Adriatic, một thổ ngữ Tân-Latinh đã phát triển và sau này sẽ hình thành nên tiếng Dalmatia. Ở các tỉnh miền Tây Địa Trung Hải được tạm thời khôi phục dưới triều đại của hoàng đế Justinianus I, tiếng Latinh (mà cuối cùng sẽ phát triển thành các ngôn ngữ Tây Rôman khác nhau) tiếp tục được sử dụng như một ngôn ngữ nói và ngôn ngữ của giới học giả.
Ngoài triều đình, chính quyền và quân đội, ngôn ngữ chính được sử dụng trong các tỉnh miền đông đế quốc ngay cả trước khi đế quốc Tây La Mã suy yếu đã luôn luôn là tiếng Hy Lạp, nó đã được sử dụng ở khu vực này trước tiếng Latinh trong nhiều thế kỷ. Thực ra vào giai đoạn đầu đời của đế quốc La Mã, tiếng Hy Lạp đã trở thành ngôn ngữ chung của Giáo hội Kitô giáo, ngôn ngữ của các học giả và nghệ thuật, và trên một mức độ lớn, là franca lingua cho thương mại giữa các tỉnh và với các quốc gia khác.
Nhiều ngôn ngữ khác cũng đã tồn tại trong đế quốc đa sắc tộc này, và một số đã có được địa vị chính thức một cách hạn chế tại các tỉnh của chúng tại những thời điểm khác nhau. Đáng chú ý là vào đầu thời Trung Cổ, tiếng Syria và tiếng Aramaic đã được sử dụng rộng rãi bởi tầng lớp có học thức ở các tỉnh phía đông. Tương tự như vậy tiếng Copt, Armenia và Gruzia đã trở nên quan trọng trong giáo dục ở các tỉnh, và những quan hệ ngoại giao sau này đã khiến cho tiếng Slavonic, tiếng Vlach, và tiếng Ả Rập đóng vai trò quan trọng bên trong đế chế và cả trong phạm vi ảnh hưởng của nó.
Bên cạnh đó, từ lâu Constantinopolis đã là một trung tâm thương mại quan trọng nhất ở khu vực Địa Trung Hải và xa hơn nữa, hầu như tất cả ngôn ngữ thời Trung Cổ đã được nói ở bên trong đế chế vào một số thời điểm, ngay cả tiếng Trung Quốc. Khi đế quốc dần đi đến lúc diệt vong, các công dân của đế quốc ngày càng trở nên đồng nhất về văn hóa và tiếng Hy Lạp đã gắn liền với bản sắc và tôn giáo của họ.

## Di sản

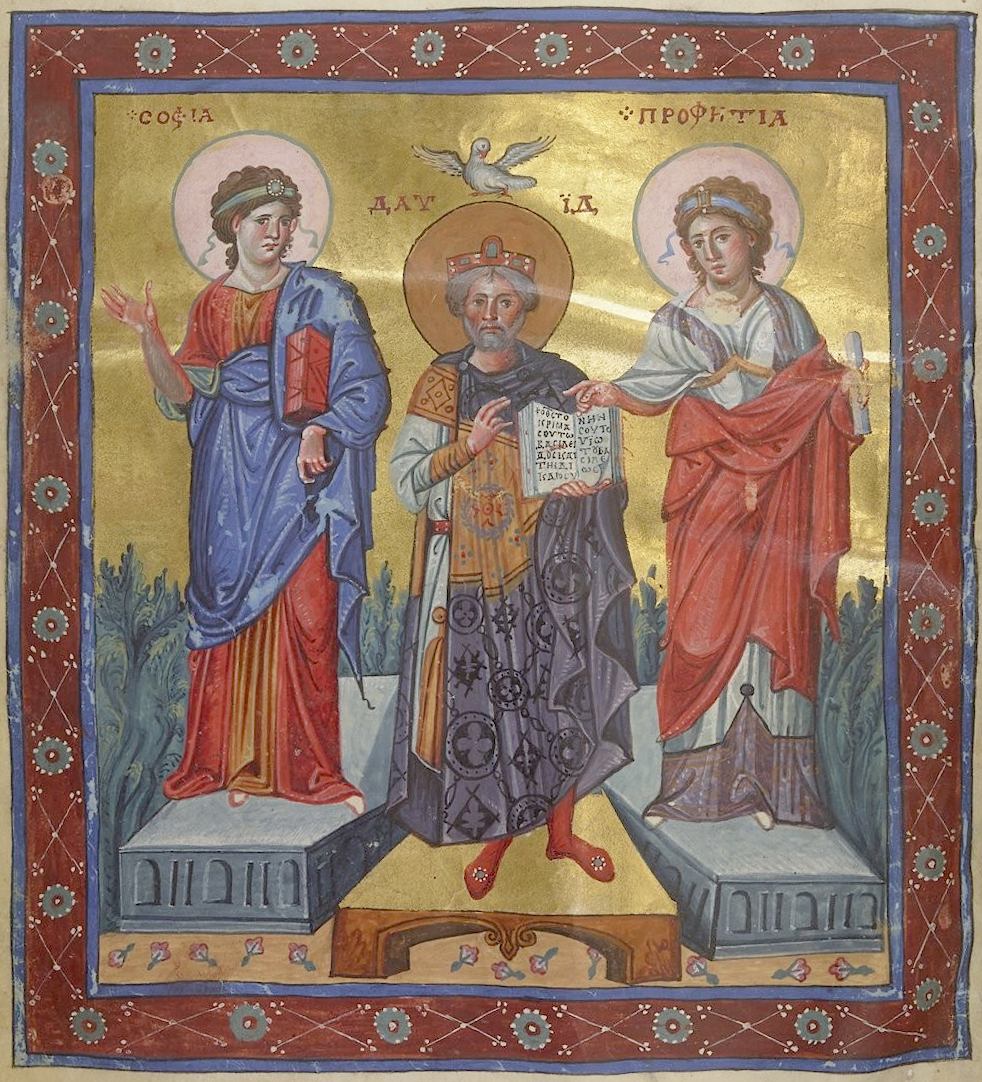
Vua David trong bộ hoàng bào của một hoàng đế Đông La Mã.

Trong quá khứ, Đông La Mã thường bị đánh đồng với sự chuyên chế, tính chất tinh thần Chính thống giáo, tính chất Đông phương và ngoại lai, và các thuật ngữ "Byzantine", "Byzantinism" trong tiếng Anh thường mang nghĩa là suy đồi, hệ thống hành chính phức tạp, không ổn định và sự đàn áp.  Đế quốc Đông La Mã cũng thường được nhìn nhận rất tiêu cực như là biểu tượng của chủ nghĩa độc đoán và chế độ chuyên chế phương Đông. Cả các học giả Đông Âu và Tây Âu cũng thường xem Đông La Mã là một thực thể tôn giáo, chính trị và triết học tương phản với phương Tây. Ngay cả tại Hy Lạp vào thế kỷ XIX, khi trọng tâm dồn vào các yếu tố quá khứ cổ đại, truyền thống Đông La Mã vẫn bị nhìn bằng con mắt tiêu cực.
Các nghiên cứu gần đây đã đưa ra cái nhìn công bằng hơn về đế quốc Đông La Mã và đặt trọng tâm vào các thành tựu của nó. Averil Cameron cho rằng Đông La Mã có những đóng góp không thể chối cãi được vào sự hình thành của châu Âu Trung đại, và cả Cameron và Obolensky đã nhìn nhận vai trò then chốt của Đông La Mã trong sự hình thành của Chính thống giáo, nhân tố đóng vai trò trung tâm trong lịch sử và xã hội Hy Lạp, Nga, Bungari, Xécbia và một số nước khác trong thời trung đại. Người Đông La Mã cũng đã bảo tồn và sao chép nhiều tài liệu của thời cổ đại và vì vậy được nhìn nhận là những người đã bảo tồn và truyền bá các kiến thức thời cổ đại, đóng góp to lớn cho sự hình thành của văn hóa châu Âu hiện đại, và là tiền đề của chủ nghĩa nhân văn Phục hưng và nền văn hóa Chính thống Xlavơ.
Là một quốc gia tồn tại một cách ổn định suốt một thời gian dài, Đông La Mã đã đóng vai trò bức tường thành bảo vệ châu Âu khỏi các thế lực mới nổi dậy ở phương Đông, như người Ba Tư, Ả Rập, Thổ Seljuk và - trong một thời gian ngắn - đế quốc Ottoman. Theo một cách nhìn nhận khác, từ thế kỷ thứ VII trở đi, sự phát triển và tiến hóa của đế quốc Đông La Mã liên quan trực tiếp đến sự bành trướng và phát triển của đạo Hồi. Sau khi kinh đô Constantinopolis bị người Thổ Ottoman chiếm đóng vào năm 1453, Sultan Thổ Mehmet II tự xưng là "Hoàng đế La Mã" (Kaysar-i-Rûm) và quyết tâm biến quốc gia của mình thành kẻ kế thừa hợp pháp của Đế quốc Đông La Mã. Theo Cameron, khi người Thổ Ottoman tự xưng là kẻ kế thừa của Đông La Mã, họ đã giúp bảo tồn một phần quan trọng của nền văn hóa Đông La Mã và góp phần đáng kể vào sự phục hồi của đạo Chính Thống ở Đông Âu từ thập niên 1990 trở đi.

### Trích dẫn
1. 1 2  Kazhdan 1991, tr. 344.
2. ↑  Treadgold 1997, tr. 847.
3. ↑  Benz 1963, tr. 176.
4. ↑  Ostrogorsky 1969, tr. 105–107, 109; Norwich 1998, tr. 97; Haywood 2001, tr. 2.17, 3.06, 3.15.
5. ↑  Millar 2006, tr. 2, 15; James 2010, tr. 5; Freeman 1999, tr. 431, 435–437, 459–462; Baynes & Moss 1948, "Introduction", p. xx; Ostrogorsky 1969, tr. 27; Kaldellis 2007, tr. 2–3; Kazhdan & Constable 1982, tr. 12; Norwich 1998, tr. 383.
6. ↑  Halsall, Paul (1995). "Byzantium". Fordham University. Bản gốc lưu trữ ngày 17 tháng 8 năm 2011. Truy cập ngày 21 tháng 6 năm 2011.
7. ↑  Cameron 2006, tr. 54–61.
8. ↑  Rosser, John H. (2012). Historical Dictionary of Byzantium. Scarecrow Press. tr. 2. ISBN 9780810875678.
9. ↑  Kaldellis, Anthony (2022). "From "Empire of the Greeks" to "Byzantium"". Trong Ransohoff, Jake; Aschenbrenner, Nathanael (biên tập). The Invention of Byzantium in Early Modern Europe (bằng tiếng Anh). Harvard University Press. tr. 349–367. ISBN 9780884024842.
10. ↑  Fox, What, If Anything, Is a Byzantine?; Rosser 2011, tr. 1
11. ↑  Rosser 2011, tr. 2.
12. ↑  Kaldellis, Anthony (2022). "From "Empire of the Greeks" to "Byzantium"". Trong Ransohoff, Jake; Aschenbrenner, Nathanael (biên tập). The Invention of Byzantium in Early Modern Europe (bằng tiếng Anh). Harvard University Press. tr. 366–367. ISBN 9780884024842. The Crimean War had a profound—and unrecognized—impact by forging a new distinction between "Byzantine/Byzantium" and "Greek/Greece," in a context in which the "empire of the Greeks" had become a politically toxic concept to the Great Powers of Europe. In response, European intellectuals increasingly began to lean on the conceptually adjacent and neutral term Byzantium, in order to create a semantic bulwark between the acceptable national aspirations of the new Greek state, on the one hand, and its dangerous imperial fantasies and its (perceived) Russian patrons, on the other.
13. ↑  Fossier & Sondheimer 1997, tr. 104.
14. ↑  Wolff 1948, tr. 5–7, 33–34.
15. ↑  Cinnamus 1976, tr. 240.
16. ↑  Browning 1992, "Introduction", tr. xiii: "The Byzantines did not call themselves Byzantines, but Romaioi–Romans. They were well aware of their role as heirs of the Roman Empire, which for many centuries had united under a single government the whole Mediterranean world and much that was outside it."
17. ↑  Nicol, Donald M. (ngày 30 tháng 12 năm 1967). "The Byzantine View of Western Europe". Greek, Roman, and Byzantine Studies (bằng tiếng Anh). Quyển 8 số 4. tr. 318. ISSN 2159-3159.
18. ↑  Ahrweiler & Laiou 1998, tr. 3; Mango 2002, tr. 13.
19. ↑  Gabriel 2002, tr. 277.
20. ↑  Ahrweiler & Laiou 1998, tr. vii; Davies 1996, tr. 245; Gross 1999, tr. 45; Lapidge, Blair & Keynes 1998, tr. 79; Millar 2006, tr. 2, 15; Moravcsik 1970, tr. 11–12; Ostrogorsky 1969, tr. 28, 146; Browning 1983, tr. 113.
21. 1 2  Fouracre & Gerberding 1996, tr. 345
22. ↑  Klein 2004, tr. 290 (Chú thích #39); Annales Fuldenses, 389: "Mense lanuario c. epiphaniam Basilii, Graecorum imperatoris, legati cum muneribus et epistolis ad Hludowicum regem Radasbonam venerunt ...".
23. ↑  Fouracre & Gerberding 1996, tr. 345: "The Frankish court no longer regarded the Byzantine Empire as holding valid claims of universality'."
24. ↑  Klewitz, tr. 33: Emperor Michael I recognized Charlemagne as an "Emperor". He refused to recognize him as a "Roman Emperor" (a title which Michael reserved for himself and his successors), instead recognizing him as the "Emperor of the Franks".
25. ↑  Tarasov & Milner-Gulland 2004, tr. 121; El-Cheikh 2004, tr. 22
26. ↑  Eusebius, IV, lxii.
27. ↑  Ostrogorsky 1959, tr. 21; Wells 1922, Chapter 33.
28. ↑  Bury 1923, p. 1; Kuhoff 2002, tr. 177–178.
29. ↑  Bury 1923, p. 1; Esler 2004, tr. 1081; Gibbon 1906, Volume III, Part IV, Chapter 18, p. 168; Teall 1967, tr. 13,19–23, 25, 28–30, 35–36
30. ↑  Bury 1923, p. 63; Drake 1995, tr. 5; Grant 1975, tr. 4, 12.
31. ↑  Cameron 2009, tr. 54, 111, 153.
32. ↑  Alemany 2000, tr. 207; Bayles 1976, tr. 176–177; Treadgold 1997, tr. 184, 193.
33. 1 2  Cameron 2009, tr. 52.
34. ↑  Burns 1991, tr. 65, 76–77, 86–87
35. ↑  Lenski 1999, tr. 428–429.
36. ↑  Grierson 1999, tr. 17.
37. ↑  Postan, Miller & Postan 1987, tr. 140.
38. ↑  Meier 2003, tr. 290.
39. ↑  Gregory 2010, tr. 137; Meier 2003, tr. 297–300.
40. ↑  Gregory 2010, tr. 150.
41. ↑  Gregory 2010, tr. 145.
42. ↑  Evans 2005, tr. xxv.
43. ↑  Bury 1923, pp. 180–216; Evans 2005, tr. xxvi, 76.
44. 1 2  Sotinel 2005, tr. 278; Treadgold 1997, tr. 187.
45. ↑  Bury 1923, pp. 286–288; Evans 2005, tr. 11.
46. ↑  Greatrex 2005, tr. 489; Greatrex & Lieu 2002, tr. 113
47. ↑  Bury 1920, "Preface", pp. v-vi.
48. ↑  Evans 2005, tr. 11, 56–62; Sarantis 2009, passim.
49. ↑  Cameron 2009, tr. 113, 128.
50. ↑  Louth 2005, tr. 113–115; Nystazopoulou-Pelekidou 1970, passim; Treadgold 1997, tr. 231–232.
51. ↑  Foss 1975, tr. 722.
52. ↑  Haldon 1990, tr. 41; Speck 1984, tr. 178.
53. ↑  Haldon 1990, tr. 42–43.
54. ↑  Grabar 1984, tr. 37; Cameron 1979, tr. 23.
55. ↑  Cameron 1979, tr. 5–6, 20–22.
56. ↑  Haldon 1990, tr. 46; Baynes 1912, passim; Speck 1984, tr. 178.
57. ↑  Foss 1975, tr. 746–747.
58. ↑  Haldon 1990, tr. 50.
59. ↑  Haldon 1990, tr. 61–62.
60. ↑  Haldon 1990, tr. 102–114; Laiou & Morisson 2007, tr. 47.
61. 1 2  Laiou & Morisson 2007, tr. 38–42, 47; Wickham 2009, tr. 260.
62. ↑  Haldon 1990, tr. 208–215; Kaegi 2003, tr. 236, 283.
63. ↑  Heather, Peter (2005). The Fall of the Roman Empire. tr. 431. ISBN 978 0 330 49136 5.
64. ↑  Haldon 1990, tr. 70–78, 169–171; Haldon 2004, tr. 216–217; Kountoura-Galake 1996, tr. 62–75.
65. ↑  Cameron 2009, tr. 67–68.
66. ↑  Treadgold 1997, tr. 432–433.
67. ↑  Cameron 2009, tr. 167–170; Garland 1999, tr. 89.
68. ↑  Parry 1996, tr. 11–15.
69. 1 2  Browning 1992, tr. 95.
70. 1 2 3 4  Browning 1992, tr. 96.
71. ↑  Karlin-Heyer 1967, tr. 24.
72. 1 2  Browning 1992, tr. 101.
73. ↑  Browning 1992, tr. 107.
74. ↑  Browning 1992, tr. 108.
75. ↑  Browning 1992, tr. 112.
76. ↑  Browning 1992, tr. 113.
77. 1 2 3  Browning 1992, tr. 116.
78. ↑  Browning 1992, tr. 100.
79. ↑  Browning 1992, tr. 102–103.
80. ↑  Browning 1992, tr. 103–105.
81. ↑  Browning 1992, tr. 106–107.
82. ↑  Browning 1992, tr. 112–113.
83. 1 2 3  Browning 1992, tr. 115.
84. 1 2 3  Browning 1992, tr. 114–115.
85. ↑  Cameron 2009, tr. 77.
86. ↑  Cameron 2009, tr. 82.
87. ↑  Browning 1992, tr. 97–98.
88. ↑  Browning 1992, tr. 98–99.
89. ↑  Browning 1992, tr. 98–109.
90. ↑  Laiou & Morisson 2007, tr. 130–131; Pounds 1979, tr. 124.
91. ↑  Duiker & Spielvogel 2010, tr. 317.
92. ↑  Timberlake 2004, tr. 14
93. ↑  Patterson 1995, tr. 15.
94. ↑  Cameron 2006, tr. 112.
95. ↑  Treadgold 1997, tr. 548–549.
96. 1 2  Markham, The Battle of Manzikert Lưu trữ ngày 13 tháng 5 năm 2007 tại Wayback Machine.
97. ↑  Vasiliev 1928–1935, "Quan hẹ với Ý và Tây Âu".
98. ↑  Šišić 1990.
99. ↑  "Byzantine Empire". Encyclopædia Britannica. 2002.; Markham, Trận Manzikert Lưu trữ ngày 13 tháng 5 năm 2007 tại Wayback Machine.
100. 1 2  Browning 1992, tr. 190.
101. ↑  Cameron 2006, tr. 46
102. ↑  Cameron 2006, tr. 42.
103. ↑  Cameron 2006, tr. 47.
104. ↑  Browning 1992, tr. 198–208.
105. ↑  Browning 1992, tr. 218.
106. ↑  Magdalino 2002, tr. 124.
107. 1 2  "Byzantine Empire". Encyclopædia Britannica.
108. ↑  Birkenmeier 2002.
109. ↑  Harris 2003; Read 2000, tr. 124; Watson 1993, tr. 12.
110. ↑  Komnene 1928, Alexiad, 10.261
111. ↑  Komnene 1928, Alexiad, 11.291
112. ↑  Komnene 1928, Alexiad, 13.348–13.358; Birkenmeier 2002, tr. 46.
113. ↑  Norwich 1998, tr. 267.
114. ↑  Ostrogorsky 1969, tr. 377.
115. ↑  Birkenmeier 2002, tr. 90.
116. ↑  Stone, John II Komnenos.
117. ↑  "John II Komnenos". Encyclopædia Britannica.
118. ↑  Harris 2003, tr. 84.
119. ↑  Brooke 1962, tr. 326.
120. ↑  Magdalino 2002, tr. 74; Stone, Manuel I Comnenus.
121. ↑  Sedlar 1994, tr. 372.
122. ↑  Magdalino 2002, tr. 67.
123. ↑  Birkenmeier 2002, tr. 128.
124. ↑  Birkenmeier 2002, tr. 196.
125. ↑  Birkenmeier 2002, tr. 1.
126. ↑  Day 1977, tr. 289–290; Harvey 2003.
127. ↑  Norwich 1998, tr. 291.
128. 1 2  Norwich 1998, tr. 292.
129. 1 2  Ostrogorsky 1969, tr. 397.
130. ↑  Harris 2003, tr. 118.
131. ↑  Norwich 1998, tr. 293.
132. ↑  Norwich 1998, tr. 294–295.
133. ↑  Angold 1997; Paparrigopoulos & Karolidis 1925, tr. 216
134. ↑  Vasiliev 1928–1935, "Chính sách đối ngoại của nhà Angelos".
135. ↑  Norwich 1998, tr. 299.
136. 1 2 3 4  "The Fourth Crusade and the Latin Empire of Constantinople". Encyclopædia Britannica.
137. ↑  Britannica Concise, Siege of Zara Lưu trữ ngày 6 tháng 7 năm 2007 tại Wayback Machine.
138. ↑  Geoffrey of Villehardouin 1963, tr. 46
139. ↑  Norwich 1998, tr. 301.
140. ↑  Choniates 1912, The Sack of Constantinople Lưu trữ ngày 30 tháng 10 năm 2014 tại Wayback Machine.
141. ↑  Kean 2006; Madden 2005, tr. 162; Lowe-Baker, The Seljuks of Rum.
142. ↑  Lowe-Baker, The Seljuks of Rum.
143. ↑  Madden 2005, tr. 179; Reinert 2002, tr. 260.
144. ↑  Reinert 2002, tr. 257.
145. ↑  Reinert 2002, tr. 261.
146. ↑  Reinert 2002, tr. 268.
147. ↑  Reinert 2002, tr. 270.
148. ↑  Runciman 1990, tr. 71–72.
149. 1 2  Runciman 1990, tr. 84–85.
150. ↑  Runciman 1990, tr. 84–86.
151. ↑  Hindley 2004, tr. 300.
152. ↑  William Miller, "Monemvasia," The Journal of Hellenic Studies, 1907, tr. 236
153. ↑  Clark 2000, tr. 213.
154. ↑  Seton-Watson 1967, tr. 31.
155. ↑  Laiou & Morisson 2007, tr. 1, 23–38.
156. ↑  Laiou & Morisson 2007, tr. 3, 45, 49–50, 231; Magdalino 2002, tr. 532.
157. ↑  Laiou & Morisson 2007, tr. 90–91, 127, 166–169, 203–204; Magdalino 2002, tr. 535.
158. ↑  Matschke 2002, tr. 805–806.
159. ↑  Anastos 1962, tr. 409.
160. ↑  Cohen 1994, tr. 395; Dickson, Mathematics Through the Middle Ages Lưu trữ ngày 13 tháng 5 năm 2008 tại Wayback Machine.
161. ↑  King 1991, tr. 116–118.
162. ↑  Robins 1993, tr. 8.
163. ↑  Tatakes & Moutafakis 2003, tr. 189.
164. ↑  Troianos & Velissaropoulou-Karakosta 1997, tr. 340
165. ↑  Mango 2007, tr. 108.
166. ↑  Meyendorff 1982, tr. 13.
167. ↑  Meyendorff 1982, tr. 19.
168. ↑  Meyendorff 1982, tr. 130.
169. ↑  Justinian Code, I, 1.1 Lưu trữ ngày 27 tháng 6 năm 2012 tại Wayback Machine
* Blume 2008, Headnote C. 1.1; Mango 2007, tr. 108.
170. ↑  Mango 2007, tr. 108–109.
171. ↑  Blume 2008, Headnote C. 1.1; Mango 2007, tr. 108–109, 115–125.
172. ↑  Mango 2007, tr. 115–125.
173. ↑  Mango 2007, tr. 111–114.
174. ↑  Bayet 2009, tr. 9-11
175. ↑  Bayet 2009, tr. 37
176. ↑  Bayet 2009, tr. 26
177. ↑  Bayet 2009, tr. 42
178. ↑  Bayet 2009, tr. 54
179. ↑  Bayet 2009, tr. 121
180. 1 2  Mango 2007, tr. 275–276.
181. ↑  "Byzantine Literature". Catholic Encyclopedia.
182. ↑  Mango 2007, tr. 259–260.
183. ↑  Louth 2005, tr. 291; Neville 2004, tr. 7.
184. ↑  Cameron 2009, tr. 138–142; Mango 2007, tr. 60.
185. ↑  Angelov 2003, p.8
186. ↑  Cameron 2009, tr. 157–158; Neville 2004, tr. 34.
187. ↑  Neville 2004, tr. 13.
188. 1 2  Neumann 2006, tr. 869–871.
189. ↑  Chrysos 1992, tr. 35.
190. ↑  Antonucci 1993, tr. 11–13.
191. ↑  Antonucci 1993, tr. 11–13; Seeck 1876, tr. 31–33
192. ↑  Bury & Philotheus 1911, tr. 93.
193. ↑  Dennis 1985, tr. 125.
194. ↑  Obolensky 1994, tr. 3.
195. ↑  Apostolides 1992, tr. 25–26; Wroth 1908, Introduction, Section 6
196. ↑  Sedlar 1994, tr. 403–440.
197. ↑  Oikonomides 1999, tr. 10–11.
198. ↑  Millar 2006, tr. 279.
199. ↑  Bryce 1901, tr. 59; McDonnell 2006, tr. 77; Millar 2006, tr. 97–98; Oikonomides 1999, tr. 12–13.
200. ↑  Beaton 1996, tr. 10; Jones 1986, tr. 991; Versteegh 1977, Chapter 1.
201. ↑  Campbell 2000, tr. 40; Hacikyan và đồng nghiệp 2002, Part 1
202. ↑  Baynes 1907, tr. 289; Gutas 1998, Chapter 7, Section 4; Comrie 1987, tr. 129.
203. ↑  Beckwith 1993, tr. 171; Halsall 2006; Oikonomides 1999, tr. 20.
204. ↑  Kaldellis 2008, Chapter 6; Nicol 1993, Chapter 5.
205. ↑  Angelov 2001, tr. 1, 7–8; Cameron 2009, tr. 277–281.
206. ↑  Cameron 2009, tr. 186–277.
207. 1 2 3  Cameron 2009, tr. 261.
208. ↑  Béhar 1999, tr. 38; Bideleux & Jeffries 1998, tr. 71.

### Sơ cấp
- Choniates, Nicetas (1912). "The Sack of Constantinople (1204)". Translations and Reprints from the Original Sources of European History by D.C. Munro (Series 1, Vol 3:1). Philadelphia: University of Pennsylvania Press. tr. 15–16.
- Cinnamus, Ioannes (1976). Deeds of John and Manuel Comnenus. Columbia University Press. ISBN 0231040806.
- Eusebius. Life of Constantine (Book IV). Christian Classics Ethereal Library.
- Geoffrey of Villehardouin (1963). "The Conquest of Constantinople". Chronicles of the Crusades (translated by Margaret R. Shaw). Penguin Classics. ISBN 0140441247.
- Innocent III (1993). Othmar Hageneder, Christoph Egger, Karl Rudolf, and Andrea Sommerlechner (biên tập). Die Register Innocenz' III. 5: 5. Pontifikatsjahr, 1202/1203, Texte. Wien: Verlag der Österreichischen Akademie der Wissenschaften: Publikationen des Historischen Instituts beim Österreichischen Kulturinstitut in Rom.{{Chú thích sách}}:  Quản lý CS1: nhiều tên: danh sách biên tập viên (liên kết)
- Innocent III (1995). Othmar Hageneder, John C. Moore Andrea Sommerlechner, Christoph Egger and Herwig Weigl (biên tập). Die Register Innocenz' III. 6: 6. Pontifikatsjahr, 1202/1203, Texte. Wien: Verlag der Österreichischen Akademie der Wissenschaften: Publikationen des Historischen Instituts beim Österreichischen Kulturinstitut in Rom.{{Chú thích sách}}:  Quản lý CS1: nhiều tên: danh sách biên tập viên (liên kết)
- Komnene, Anna (1928). "Books X-XIII". The Alexiad. Elizabeth A. S. Dawes biên dịch. Internet Medieval Sourcebook. Bản gốc lưu trữ ngày 13 tháng 4 năm 2020. Truy cập ngày 3 tháng 7 năm 2010.
- Procopius (1935). Secret History. H. B. Dewing biên dịch. Loeb Classical Library.

### Thứ cấp
- Bayet, Charles (2009). Byzantinische Kunst: Kollektion Kunst der Jahrhunderte. Parkstone International.
- Adena, Louise (2008). "The Enduring Legacy of Byzantium". Clio History Journal. Bản gốc lưu trữ ngày 13 tháng 4 năm 2020. Truy cập ngày 3 tháng 7 năm 2010.
- Alemany, Agustí (2000). "Byzantine Sources". Sources on the Alans: A Critical Compilation. BRILL. ISBN 9004114424.
- Ahrweiler, Hélène; Laiou, Angeliki E. (1998). "Preface". Studies on the Internal Diaspora of the Byzantine Empire. Dumbarton Oaks. ISBN 0884022471.
- Anastos, Milton V. (1962). "The History of Byzantine Science. Report on the Dumbarton Oaks Symposium of 1961". Dumbarton Oaks Papers. Quyển 16. Dumbarton Oaks, Trustees for Harvard University. tr. 409–411. doi:10.2307/1291170. ISSN 0070-7546. JSTOR 10.2307/1291170. Truy cập ngày 27 tháng 5 năm 2007.
- Angelov, Dimiter G. (2001). "The Making of Byzantinism" (PDF). tr. 1–10. Truy cập ngày 7 tháng 6 năm 2007. {{Chú thích tạp chí}}: Chú thích magazine cần |magazine= (trợ giúp)
- Angold, Michael (1997). The Byzantine Empire, 1025-1204: A Political History. Longman. ISBN 9780582294684.
- Antonucci, Michael (1993). "War by Other Means: The Legacy of Byzantium". History Today. Quyển 43 số 2. tr. 11–13. ISSN 0018-2753. Truy cập ngày 21 tháng 5 năm 2007.
- Sophocles, Evangelinus Apostolides (1992). Greek Lexicon of the Roman and Byzantine Periods. Georg Olms Verlag. ISBN 3487057654.
- Baynes, Norman H. (1912). "The Restoration of the Cross at Jerusalem". The English Historical Review. Quyển 27 số 106. tr. 287–299. doi:10.1093/ehr/XXVII.CVI.287. ISSN 0013-8266.
- Baynes, Spencer (1907). "Vlachs". Encyclopædia Britannica: A Standard Work of Reference in Art, Literature, Science, History, Geography, Commerce, Biography, Discovery, and Invention. The Werner Company.
- Beaton, Roderick (1996). The Medieval Greek Romance. Routledge. tr. 10. ISBN 0415120322.
- Beckwith, John (1986). Early Christian and Byzantine Art. Yale University Press. ISBN 0300052960.
- Benz, Ernst (1963). The Eastern Orthodox Church: Its Thought and Life. Aldine Transaction. ISBN 9780202362984. (Excerpts Lưu trữ ngày 21 tháng 6 năm 2012 tại Wayback Machine)
- Birkenmeier, John W. (2002). "The Campaigns of Manuel I Komnenos". The Development of the Komnenian Army: 1081–1180. Brill Academic Publishers. ISBN 9004117105.
- Bray, R. S. (2004). "Justinian's Plague". Armies of Pestilence: The Impact of Disease on History. James Clarke & Co. ISBN 022717240X.
- Browning, Robert (1992). The Byzantine Empire. The Catholic University of America Press. ISBN 0813207541.
- Bryce, James (1901). "Roman and British Empires". Studies in History and Jurisprudence. H. Frowde.
- Brooke, Zachary Nugent (2008). "East and West:1155–1198". A History of Europe, from 911 to 1198. Read Books. ISBN 1443740705.
- Bury, John Bagnall (1923). History of the Later Roman Empire. Macmillan & Co.
- "Byzantine Art". Encyclopædia Britannica. 2002.
- "Byzantine Empire". Encyclopædia Britannica. 2002.
- "Byzantine Literature". Catholic Encyclopedia. 1908.
- Campbell, George L. (2000). Compendium of the World's Languages: Abaza to Kurdish. Taylor & Francis. ISBN 0415202965.
- Cameron, Averil (1979). "Images of Authority: Elites and Icons in Late Sixth-century Byzantium". Past and Present. Quyển 84. tr. 3. doi:10.1093/past/84.1.3.
- Cameron, Averil (1992). "New Themes and Styles in Greek Literature, 7th and 8th Centuries". Trong Averil Cameron and Lawrence I. Conrad (biên tập). The Byzantine and Islamic Early Near East I: Problems in the Literary Source Material. Darwin Press. ISBN 0878500804.
- Cameron, Averil (2000). "The Vandal Conquest and Vandal Rule (A.D. 429-534)". Trong Averil Cameron, Bryan Ward-Perkins and Michael Whitby (biên tập). Late Antiquity: Empire and Successors, A.D. 425-600. Cambridge University Press. ISBN 0521325919.
- Chrysos, Evangelos (1992). "Byzantine Diplomacy, AD 300–800: Means and End". Trong Jonathan Shepard, Simon Franklin (biên tập). Byzantine Diplomacy: Papers from the Twenty-Fourth Spring Symposium of Byzantine Studies, Cambridge, March 1990 (Society for the Promotion of Byzant). Variorum. ISBN 0860783383.
- Ciesniewski, Christine (2006). "The Byzantine Achievement". Clio History Journal. Bản gốc lưu trữ ngày 13 tháng 4 năm 2020. Truy cập ngày 3 tháng 7 năm 2010.
- Cohen, H. Floris (1994). "The Emergence of Early Modern Science". The Scientific Revolution: A Historiographical Inquiry. University of Chicago Press. ISBN 0226112802.
- Davies, Norman (1996). "The Birth of Europe". Europe. Oxford University Press. ISBN 0198201710.
- Day, Gerald W. (1977). "Manuel and the Genoese: A Reappraisal of Byzantine Commercial Policy in the Late Twelfth Century". The Journal of Economic History. Quyển 37 số 2. tr. 289–301. Truy cập ngày 22 tháng 9 năm 2007.
- Dickson, Paul. "Mathematics Through the Middle Ages (320-1660 AD)". Medieval Mathematics. University of South Australia. Bản gốc lưu trữ ngày 13 tháng 5 năm 2008. Truy cập ngày 1 tháng 4 năm 2008.
- Diehl, Charles. "Manuel I Comnenus (AD 1143–1180)". Byzantium, An Introduction to East Roman Civilization. Myriobiblos - Library. Truy cập ngày 18 tháng 5 năm 2007.
- El-Cheikh, Nadia Maria (2004). Byzantium Viewed by the Arabs. Harvard CMES. ISBN 0932885306.
- Esler, Philip Francis (2004). "Constantine and the Empire". The Early Christian World. Routledge. ISBN 0415333121.
- Evans, James Allan. "Justinian (AD 527–565)". Online Encyclopedia of Roman Emperors. Truy cập ngày 19 tháng 5 năm 2007.
- Fenner, Julian. "To What Extent Were Economic Factors to Blame for the Deterioration of the Roman Empire in the Third Century A.D?". The Romans. Bản gốc lưu trữ ngày 18 tháng 6 năm 2008. Truy cập ngày 25 tháng 5 năm 2007.
- Fomenko, Anatoly T. (2005). History: Fiction or Science?: Chronology, Issue 1. Mithec. ISBN 9782913621053.
- Foss, Clive (1975). "The Persians in Asia Minor and the End of Antiquity". The English Historical Review. Quyển 90. tr. 721–747. doi:10.1093/ehr/XC.CCCLVII.721.
- Fossier, Robert; Sondheimer, Janet (1997). The Cambridge Illustrated History of the Middle Ages. Cambridge University Press. ISBN 0521266440.
- Fox, Clifton R. "What, if Anything, Is a Byzantine". Online Encyclopedia of Roman Emperors. Truy cập ngày 25 tháng 5 năm 2007.
- Gabriel, Richard A. (2002). The Great Armies of Antiquity. Greenwood Publishing Group. ISBN 0275978095.
- Garland, Lynda (1999). Byzantine Empresses: Women and Power in Byzantium, AD 527–1204. Routledge. ISBN 0415146887.
- Garland, Linda (2006). "Middle Byzantine Family Values and Anna Komnene's Alexiad". Byzantine Women: Varieties of Experience 800–1200. Ashgate Publishing. ISBN 075465737X.
- Gibbon, Edward (1906). J. B. Bury (with an Introduction by W. E. H. Lecky) (biên tập). The Decline and Fall of the Roman Empire (Volumes II, III, and IX). New York: Fred de Fau and Co. Bản gốc lưu trữ ngày 13 tháng 4 năm 2020. Truy cập ngày 3 tháng 7 năm 2010.
- Grabar, André (1984). L'iconoclasme Byzantin: le dossier archéologique. Flammarion. ISBN 2080816349.
- Grierson, Philip (1999). Byzantine Coinage (PDF). Dumbarton Oaks. ISBN 0884022749. Bản gốc (PDF) lưu trữ ngày 27 tháng 9 năm 2007. Truy cập ngày 3 tháng 7 năm 2010. {{Chú thích sách}}: Đã định rõ hơn một tham số trong |accessdate= và |access-date= (trợ giúp); Đã định rõ hơn một tham số trong |archiveurl= và |archive-url= (trợ giúp)
- Gross, Feliks (1999). Citizenship and Ethnicity: The Growth and Development of a Democratic Multiethnic Institution. Greenwood Publishing Group. ISBN 0313309329.
- Gutas, Dimitri (1998). Greek Thought, Arabic Culture: The Graeco-Arabic Translation Movement. Luân Đôn: Routledge. ISBN 0415061326.
- Hacikyan, Agop Jack; Basmajian, Gabriel; Franchuk, Edward S.; Ouzounian, Nourhan (2002). The Heritage of Armenian Literature: From the Sixth to the Eighteenth Century. Wayne State University Press. ISBN 0814330231.
- Haldon, John (2002). Byzantium: A History. Tempus.
- Haldon, John (1990). Byzantium in the Seventh Century: The Transformation of a Culture. Cambridge University Press. ISBN 052131917X.
- Haldon, John (2003). Byzantium at War 600-1453. Taylor & Francis. ISBN 0415968615.
- Haldon, John (2004). "The Fate of the Late Roman Senatorial Elite: Extinction or Transformation?". Trong John Haldon and Lawrence I. Conrad (biên tập). The Byzantine and Early Islamic Near East VI: Elites Old and New in the Byzantine and Early Islamic Near East. Darwin Press. ISBN 0878501444.
- Halsall, Paul (2006). "East Asian History Sourcebook: Chinese Accounts of Rome, Byzantium and the Middle East, c. 91 B.C.E. - 1643 C.E." Fordham University. Bản gốc lưu trữ ngày 10 tháng 9 năm 2014. Truy cập ngày 15 tháng 4 năm 2007.
- Harris, Jonathan (2003). Byzantium and the Crusades. Hambledon and London. ISBN 1852852984.
- Harvey, Alan (2003). Economic Expansion in the Byzantine Empire, 900–1200. Cambridge University Press. ISBN 0521521904.
- "Hellas, Byzantium". Encyclopaedia The Helios (bằng tiếng Hy Lạp). 1952.
- Herrin, Judith (2008). Byzantium: The Surprising Life of a Medieval Empire. Princeton University Press. ISBN 0691131511.
- "Greece during the Byzantine period (c. AD 300–c. 1453), Population and languages, Emerging Greek identity". Encyclopædia Britannica. 2008.
- Hidryma Meletōn Chersonēsou tou Haimou (1973). Balkan Studies: Biannual Publication of the Institute for Balkan Studies, Volume 14. Thessalonikē, Greece: The Institute.
- Hindley, Geoffrey (2004). A Brief History of the Crusades. Luân Đôn: Robinson. ISBN 9781841197661.
- Hooker, Richard. "The Byzantine Empire". Bản gốc lưu trữ ngày 26 tháng 6 năm 2007. Truy cập ngày 7 tháng 6 năm 2007.
- Jenkins, Romilly (1987). Byzantium: The Imperial Centuries, AD 610–1071 . University of Toronto Press. ISBN 0802066674.
- Jones, Arnold Hugh Martin (1986). The Later Roman Empire, 284-602: A Social Economic and Administrative Survey . Johns Hopkins University Press. ISBN 0801833531.
- "John II Komnenos". Encyclopædia Britannica. 2002.
- Kaegi, Walter Emil (2003). Heraclius, Emperor of Byzantium. Cambridge. ISBN 0521814596.
- Kaldellis, Anthony (2008). Hellenism in Byzantium: The Transformations of Greek Identity and the Reception of the Classical Tradition. Cambridge University Press. ISBN 0521876885.
- Kazhdan, Alexander, biên tập (1991). Oxford Dictionary of Byzantium. Oxford University Press. ISBN 9780195046526.
- Kean, Roger Michael (2006). Forgotten Power: Byzantium: Bulwark of Christianity. Thalamus. ISBN 1902886070.
- King, David A. (tháng 3 năm 1991). "Reviews: The Astronomical Works of Gregory Chioniades, Volume I: The Zij al- Ala'i by Gregory Chioniades, David Pingree; An Eleventh-Century Manual of Arabo-Byzantine Astronomy by Alexander Jones". Isis. Quyển 82 số 1. tr. 116–118. doi:10.1086/355661.
- Kitzinger, Ernst (1976). "Byzantine Art in the Period between Justinian and Iconoclasm". Trong W. E. Kleinbauer (biên tập). The Art of Byzantium and the Medieval West: Selected Studies. Đại học Indiana.
- Kountoura-Galake, Eleonora (1996). The Byzantine Clergy and the Society of "Dark Ages" (bằng tiếng Hy Lạp). Institute of Byzantine Research. ISBN 9789607094469.
- Laiou, Angeliki E. (2002). "Exchange and Trade, Seventh-Twelfth Centuries". Trong Angeliki E. Laiou (biên tập). The Economic History of Byzantium (Volume 2) (PDF). Dumbarton Oaks. Bản gốc (PDF) lưu trữ ngày 8 tháng 6 năm 2011. Truy cập ngày 3 tháng 7 năm 2010.
- Laiou, Angeliki E. (2002). "Writing the Economic History of Byzantium". Trong Angeliki E. Laiou (biên tập). The Economic History of Byzantium (Volume 1). Dumbarton Oaks. Bản gốc lưu trữ ngày 18 tháng 2 năm 2012. Truy cập ngày 3 tháng 7 năm 2010.
- Lapidge, Michael; Blair, John; Keynes, Simon (1998). The Blackwell Encyclopaedia of Anglo-Saxon England. Blackwell Publishing. ISBN 0631224920.
- Louth, Andrew (2005). "The Byzantine Empire in the Seventh Century". Trong Paul Fouracre and Rosamond McKitterick (biên tập). The New Cambridge Medieval History (Volume I). Cambridge University Press. ISBN 0521362911.
- Lowe, Steven. "The Seljuqs of Rum". Baker, Martin. Truy cập ngày 9 tháng 7 năm 2007.[liên kết hỏng]
- Madden, Thomas F. (2005). Crusades: The Illustrated History. University of Michigan Press. ISBN 0472031279.
- Magdalino, Paul (2002). "Medieval Constantinople: Built Environment and Urban Development". Trong Angeliki E. Laiou (biên tập). The Economic History of Byzantium (Volume 2) (PDF). Dumbarton Oaks. Bản gốc (PDF) lưu trữ ngày 9 tháng 7 năm 2010. Truy cập ngày 3 tháng 7 năm 2010.
- Magdalino, Paul (2002). The Empire of Manuel I Komnenos, 1143–1180. Cambridge University Press. ISBN 0521526531.
- Mango, Cyril A. (2005). Byzantium: The Empire of the New Rome. Phoenix Press. ISBN 1898800448.
- Mango, Cyril A. (2002). The Oxford History of Byzantium. Oxford University Press. ISBN 0198140983.
- Markham, Paul. "The Battle of Manzikert: Military Disaster or Political Failure?". Bản gốc lưu trữ ngày 13 tháng 5 năm 2007. Truy cập ngày 19 tháng 5 năm 2007.
- Matschke, Klaus-Peter (2002). "Commerce, Trade, Markets, and Money: Thirteenth-Fifteenth Centuries". Trong Angeliki E. Laiou (biên tập). The Economic History of Byzantium (Volume 2) (PDF). Dumbarton Oaks. Bản gốc (PDF) lưu trữ ngày 9 tháng 7 năm 2010. Truy cập ngày 3 tháng 7 năm 2010.
- McDonnell, Myles Anthony (2006). "Hellenization and Arete: Semantic Borrowing". Roman Manliness: Virtus and the Roman Republic. Cambridge University Press. ISBN 9780521827881.
- Meyendorff, John (1982). The Byzantine Legacy in the Orthodox Church. St Vladimir's Seminary Press. ISBN 0913836907.
- Millar, Fergus (2006). A Greek Roman Empire: Power and Belief under Theodosius II (408-450). University of California Press. ISBN 0520247035.
- Moravcsik, Gyula (1970). Byzantium and the Magyars. Hakkert.
- Mousourakis, George (2003). "The Dominate". The Historical and Institutional Context of Roman Law. Ashgate Publishing. ISBN 0754621146.
- Nathan, Geoffrey S. "Roman Emperors: Theodosius II". Truy cập ngày 10 tháng 1 năm 2007.
- Neumann, Iver. B. (2006). "Sublime Diplomacy: Byzantine, Early Modern, Contemporary" (PDF). Millennium: Journal of International Studies. Quyển 34 số 3. tr. 865–888. ISSN 1569-2981. Bản gốc (PDF) lưu trữ ngày 14 tháng 6 năm 2007. Truy cập ngày 21 tháng 5 năm 2007.
- Neubecker, Ottfried (1997). Heraldry: Sources, Symbols and Meaning. Time Warner Books UK. ISBN 0316641413.
- Neville, Leonora Alice (2004). "Imperial Administration and Byzantine Political Culture". Authority in Byzantine Provincial Society, 950–1100. Cambridge University Press. ISBN 0521838657.
- Nicol, Donald MacGillivray (1993). The Last Centuries of Byzantium, 1261-1453. Cambridge University Press. ISBN 0521439914.
- Norwich, John Julius (1998). A Short History of Byzantium. Penguin. ISBN 9780140259605.[liên kết hỏng]
- Obolensky, Dimitri (1994). "The Principles and Methods of Byzantine Diplomacy". Byzantium and the Slavs. St Vladimir's Seminary Press. ISBN 088141008X.
- Ostrogorsky, Georg (1969). History of the Byzantine State. New Brunswick (NJ). ISBN 0813511984.
- Paparrigopoulos, Constantine; Karolidis, Pavlos (1925). History of the Hellenic Nation (Volume Db) (bằng tiếng Hy Lạp). Eleftheroudakis.
- Parry, Kenneth (1996). "Historical Introduction". Depicting the Word: Byzantine Iconophile Thought of the Eighth and Ninth Centuries. Brill Academic Publishers. ISBN 9004105026.
- Raya, Joseph. "The Byzantine Church and Culture". Bản gốc lưu trữ ngày 9 tháng 10 năm 2008. Truy cập ngày 2 tháng 6 năm 2007.
- Read, Piers Paul (2000). The Templars: The Dramatic History of the Knights Templar, The Most Powerful Military Order of the Crusades. Macmillan. ISBN 0312266588.
- Reinert, Stephen W. (2002). "Fragmentation (1204-1453)". Trong Cyril Mango (biên tập). The Oxford History of Byzantium. Oxford University Press. ISBN 0198140983.
- Robins, Robert Henry (1993). The Byzantine Grammarians: Their Place in History. Walter de Gruyter. ISBN 3110135744.
- Runciman, Steven (1982). "The Bogomils". The Medieval Manichee: A Study of the Christian Dualist Heresy. Cambridge University Press. ISBN 0521289262.
- Runciman, Steven (1990). The Fall of Constantinople, 1453. Cambridge University Press. ISBN 0521398320.
- Runciman, Steven (1970). The Last Byzantine Renaissance. Cambridge, England: University Press. ISBN 0521077877.[liên kết hỏng]
- Ryan, Herbert J. (1993). "The Church in History". Trong Christopher Key Chapple and Thomas P. Rausch (biên tập). The College Student's Introduction to Theology. Liturgical Press. ISBN 0814658415.
- Saramandru, Nicolae. "Torna, Torna Fratre" (PDF) (bằng tiếng Romania). Editura Academiei Române. Bản gốc (PDF) lưu trữ ngày 27 tháng 9 năm 2007. Truy cập ngày 25 tháng 4 năm 2007.
- Sedlar, Jean W. (1994). "Foreign Affairs". East Central Europe in the Middle Ages, 1000–1500. University of Washington Press. ISBN 0295972904.
- Seton-Watson, Hugh (1967). "The Church". The Russian Empire, 1801-1917. Oxford University Press. ISBN 0198221525.
- Shahid, Irfan (1972). "The Iranian factor in Byzantium during the reign of Heraclius". Dumbarton Oaks Papers. Quyển 26. Dumbarton Oaks, Trustees for Harvard University. tr. 293–320. doi:10.2307/1291324.
- Shopen, Timothy (1987). Languages and Their Status. University of Pennsylvania Press. ISBN 0812212495.
- Speck, Paul (1984). "Ikonoklasmus und die Anfänge der Makedonischen Renaissance". Varia 1 (Poikila Byzantina 4). Rudolf Halbelt. tr. 175–210.
- Stone, Andrew. "John II Komnenos (AD 1118–1143)". Online Encyclopedia of Roman Emperors. Truy cập ngày 18 tháng 5 năm 2007.
- Stone, Andrew. "Manuel I Komnenos (AD 1143–1180)". Online Encyclopedia of Roman Emperors. Truy cập ngày 5 tháng 2 năm 2007.
- "Siege of Zara". Encyclopædia Britannica Concise. Bản gốc lưu trữ ngày 6 tháng 7 năm 2007. Truy cập ngày 18 tháng 5 năm 2007.
- Tarasov, Oleg; Milner-Gulland, R. R. (2004). Icon and Devotion: Sacred Spaces in Imperial Russia. Reaktion Books. ISBN 1861891180.
- Tatakes, Vasileios N.; Moutafakis, Nicholas J. (2003). Byzantine Philosophy. Hackett Publishing. ISBN 0872205630.
- "The Fourth Crusade and the Latin Empire of Constantinople". Encyclopædia Britannica. 2002.
- Treadgold, Warren (1995). "The Army and the State". Byzantium and Its Army, 284-1081. Stanford University Press. ISBN 0804724202.
- Treadgold, Warren (1997). A History of the Byzantine State and Society. Stanford University Press. ISBN 0804726302.
- Treadgold, Warren (1991). The Byzantine Revival, 780-842. Stanford University Press. ISBN 0804718962.
- Troianos, Spyros; Velissaropoulou-Karakosta, Julia (1997). "Byzantine Law". History of Law. Ant. N. Sakkoulas Publishers. ISBN 9602325941.
- Vasiliev, Alexander Alexandrovich (1928–1935). "Byzantium and the Crusades". History of the Byzantine Empire.
- Versteegh, Cornelis H. M. (1977). "The First Contact with Greek Grammar". Greek Elements in Arabic Linguistic Thinking. Leiden: Brill. ISBN 9004048553.
- Watson, Bruce (1993). "Jerusalem 1099". Sieges: A Comparative Study. Praeger/Greenwood. ISBN 0275940349.
- Williams, Stephen; Friell, Gerard; Friell, John Gerard Paul (1999). "Jerusalem 1099". The Rome that Did Not Fall: The Survival of the East in the Fifth Century. Routledge. ISBN 0415154030.
- Winnifrith, Tom; Murray, Penelope (1983). Greece Old and New. Macmillan. ISBN 0333278364.
- Wroth, Warwick (1908). Catalogue of the Imperial Byzantine Coins in the British Museum. British Museum Dept. of Coins and Medals.